# ドラえもん (2005年のテレビアニメ)
- 藤子不二雄（連載） > 藤子・F・不二雄（著作） > ドラえもん > アニメ > 2005年以降
- 藤子不二雄 > アニメ > ドラえもん > 2005年以降

『ドラえもん』は、藤子・F・不二雄による日本の漫画。本項では同名の漫画を原作としたテレビアニメの中の、1979年からテレビ朝日系列にて放送中の2作目のアニメシリーズのうち、2005年4月の大幅リニューアル以降の放送分について述べる。
2005年（平成17年）4月15日からテレビ朝日系列にて放送されているアニメ作品を対象とする。テレビ朝日・シンエイ動画・ADKエモーションズ制作。
以下、本文中の放送時間はすべて日本標準時（JST）。また特記のない限り、放送時間・放送期間は同局（制作局、関東広域圏）でのそれに準拠するものとする。また、本項目における「ANN」はテレビ朝日系列を指す。

## 概要
漫画『ドラえもん』は、1979年に2作目のテレビアニメシリーズが放送開始され、2023年現在も放送中である。
シリーズのテレビアニメ放送と映画公開が25周年を迎えることを機に、2005年4月に大幅なリニューアルが行われた（以下、リニューアル前を第2作第1期（第1期と呼称する根拠）、リニューアル後を第2作第2期（第2期と呼称する根拠）と表記）。ハイビジョン化、キャスト（声優陣）の総入れ替え、キャラクターデザインや設定の変更などを行った上で、サブタイトル場面、次回予告、本編BGMなどの音楽や効果音が大幅にリニューアルされた。
同時に、既にアニメ化されたエピソードの再アニメ化も開始されたため、本作はリメイク作品としての色合いも強い。加えて、本放送時原作収録本が絶版になっていた作品や本作で初めてアニメ化された作品も放送されるようになった。稀に原作の連続していない作品2話をオムニバス形式として1話に統合して放送する作品や、逆に1つの話を前編後編に分けて放送する作品もある。2022年11月5日放送の「ななころびてんとう虫」にて初めて第2作第1期のアニメオリジナルの話がリメイクされ、以降も不定期に放送されている。これらのエピソードは脚本と絵コンテが旧作から流用されており（スタッフの表示も旧作と共通）、映像と音声だけが作り直されている。また第2作第1期同様、同じ原作者の『キテレツ大百科』から流用されたエピソードも放送されている。
また、地上デジタルテレビジョン放送への対応のため、ハイビジョン制作（アナログ放送では2010年6月25日まで14:9レターボックスの放送、7月2日より16:9レターボックスの放送）へ移行した。ただし、移行時点でデジタルハイビジョン放送をしていたのはテレビ朝日・朝日放送テレビ・名古屋テレビ放送のみで、それ以外の局はデジタル放送開始と同時に対応するようになった。

### 2017年のリニューアル
2017年にリニューアルが行われ、画質やキャラクターデザイン、背景、タイトル画面などが変わった。具体的には、キャラクターの衣装が原作準拠のものに変更される、背景画が水彩調からポスターカラー調になる、野比家の2階の窓（のび太の部屋の窓）が「田の字」型から、第2作第1期を含む映画版などで以前から度々描かれていた「日の字」型の窓に変更されるといった点が挙げられる。

## 舞台設定
本作におけるキャラクターや舞台の設定は基本的に原作に忠実である一方、原作においてギャグで済まされていた箇所については、現代科学や物語背景に基づいた解釈が施されている。また、作中の何気ない描写が、物語の重要な鍵を握る伏線として用いられることもある。
メインキャラクターである野比のび太らは、現代の小学生の等身大キャラクターとして描いており、主人公であるドラえもんは子守りロボットとしては成長途中で、のび太の目線に近いキャラクターとして設定している。テレビシリーズ監督を務めた善聡一郎は「25年やっている間に、ちょっとのび太の保護者みたいになってきたドラえもんにも、本来のだめロボット立ち返ってもらって、もうちょっとフレンドリーな感じを持たせたい」と発言していた。このことは後年、映画版の監督を務めた寺本幸代も触れており、「2005年にリニューアルしたテレビ版がスタートした際、（善が）「ドラえもんとのび太を兄弟のような感じで描きたい」とおっしゃっていて、それがすごく心に残っているんです」と語っている。また、アニメオリジナルエピソードなどにおいてドラえもんがメインとなる話が増えていたり、原作ではのび太単独で進行する話もドラえもんがのび太と共に行動したり、ドラえもんがメインとして描かれる話が増えている。
しずかや玉子など、主要な女性キャラクターは原作どおり昔ながらの女性語を用いるが、特に新声優陣へ変更以降はゲストキャラの幼稚園児の女の子や、のび太・しずかたちが小学校にいるシーンなどでまわりから聞こえてくる女子児童の言葉が一部「――だよ」「――だね」というようにユニセックスな言葉遣いとなっている。
のび太たちは月見台小学校 5年3組 の設定。ドラえもんやのび太らは東京都練馬区月見台という下町に住んでいるという設定であり、原作および前シリーズでは町の中に「ドブ川」と呼ばれるほど汚れた川が流れていたのに対し、本作では緑あふれる散歩道の中に自然のままの小川が流れている。また、町のシンボルでもある「うら山」は、前シリーズでは町のど真ん中に位置し、周りを交通量の多い車道に囲まれていたが、本作では付近（麓）を自然保護地域のような設定にし、一般住宅が建てられず裏山が残ってるイメージに変更。周囲をのどかな田園地帯が囲んでいる。

### 時代設定
基本的には第2作第1期と同様に現代と変わらない世界として描かれている。のび太の部屋に貼られているカレンダーも現代のものと全く同じであるなど、そのことを示唆する事物がたびたび作中に登場しており、『のび太くん、さようなら！ドラえもん、未来に帰る…』（2006年9月1日放送）ではドラミが作中の現代を指して21世紀と発言している。
ただし第2作第2期の開始当初は美術監督の清水としゆきが「時代設定ははっきりとはさせていないが、ひと昔前（15～20年前）くらいでしょうか。電化製品も薄型・小型化する前の世界です」と発言しており、のび太のパパであるのび助が幼いころ戦時疎開するエピソード「白ゆりのような女の子」（2005年8月5日放送）がほぼ原作そのままにアニメ化されるなど、1970年代から1980年代ごろのイメージが強く反映されていた。
しかし放送が続くにつれ次第に変化し、「ママのダイヤを盗み出せ」（2007年8月17日放送）では、のび太の母親である玉子の少女時代に松田聖子のサイン会が開かれており、玉子は昭和50年代（1975年ごろ）に少女時代を送ったことになっている。戦時中を描いた「ぞうとおじさん」も、前述のほぼ原作そのままにアニメ化した「白ゆりのような女の子」とは扱いが変わり、登場人物であるのび助の弟・のび郎が2007年8月10日放送版では動物園で出会ったお爺さん、再度リメイクされた2017年7月28日放送版ではのび四郎というアニメオリジナルキャラクター（のび助が「おじさん」と呼んでいるので、のび太の大叔父にあたる）に置き換えられた。『映画ドラえもん のび太と奇跡の島 〜アニマル アドベンチャー〜』（2012年公開）ではのび助の少年時代が「30年前」とテロップで表示される場面が登場（映画公開年で計算すると1982年ということになる）。明治43年（1910年）のハレー彗星接近について描いた「ハリーのしっぽ」（2021年12月11日放送）ではのび太の曽祖父・のび吉が原作から変更され高祖父として登場する。一方で、『STAND BY ME ドラえもん 2』（2020年公開）ではドラえもんの解説中に1970年と明確に描写されているシーンが存在する。
携帯電話など電子機器の作中での扱いについても、当初は総監督を務めた楠葉宏三が「原作の世界観を、だいじにしていきたい。たとえば、家の電話はプッシュホンでも、のび太たちには携帯電話を持たせないとかですね」と発言していたが、これも放送が続くうちに変化し、背景のキャラクターだけでなくスネ夫が携帯電話・パソコン・タブレットを使用する場面も描写されるようになった。

### パロディ
「なんでも届く!出前電話」（2020年10月3日放送）、『アニメばこ』（2022年11月12日放送）などのエピソードで、流行の芸能人や作品タイトルを原作のようにパロディ要素を入れ、登場させることがある。
一方で、「アニメ制作なんてわけないよ」（2007年3月16日放送）、「バカ売れ!?週刊のび太」（2020年12月5日放送）、「主役はめこみ機」（2021年10月23日）などではパロディされずそのまま使用されることもあった。また、原作で過去の芸能人が登場する場面には、代わりに1980年代以降に生まれた芸能人（速水もこみち・相武紗季など）を起用するなどしていた。

### デザイン
本作のキャラクターデザインは原作第30巻前後に近いデザインになった（具体的には、ドラえもんの頭がやや大きくなった。しずかの髪の色がこれまでの淡い栗色から黒髪に（ただし、『映画ドラえもん のび太の新魔界大冒険 〜7人の魔法使い〜』（2007年公開）では、濃い栗色になっている）変更されている。ドラえもん、のび太、しずか、ジャイアン、スネ夫の黒目が大きくなってハイライトが入る=従来の●から○へ。しずかの目を閉じる絵が睫毛と一緒に下がるものに変更され、通常時のジャイアンの白目の表現がなくなった。しずかの母の顔のデザインは原作とは違い従来のアニメのまま。キャラクターの服装のデザインは各話ごとに変わっているが、のび太、ジャイアン、スネ夫は第2作第1期の普段着と同じデザインであることが多い（のび太の服の色は朱色、水色の場合もある）。2007年5月11日放送分より使用されるオープニングアニメーションに登場する、のび太たちの服装が今の時代に合わせて変化する。それにともなって新しい服装が描かれるようになった。
野比家の外観、間取りなども原作に準拠した設定に変更（階段の位置、のび太の机がステンレスから木製に変更、のび太の部屋の扉がふすまからドアに変更など）された。ただし、のび太の部屋は畳の上にカーペットが敷かれている。
タイトルロゴの「ド」の字の濁点部分にあたる「目」も、本作から「笑った目」に変更されている。
2017年7月28日放送の「あの名作が帰ってくる！ドラえもん夏の1時間スペシャル」より本作でキャラクターデザインが再度リニューアルが行われることが発表され、背景も水彩調からポスターカラー調に移行することも報じられた。キャラクターデザイン面では、しずかの普段着が本格的に襟付き服となり、ピンクの襟付き服着用時のスカートの色が、青と緑から赤になる等の細かい変更がされている。リニューアル直後は変更は無かったジャイアンやのび太パパの目も、2018年1月19日放送の「なんでもバイキング」より第2作第1期のように通常時でも白目で描かれるようになった。このリニューアル後からは総作画監督は不在となり、各回のキャラ設定がエンディングでクレジットされるようになる。

### 映画との関連
映画では作品によって美術設定に追加・変更などが行われている。特に顕著なのが野比家であり、外観ではアルミサッシ、雨戸を収納する戸袋、郵便受け等。内装では襖の柄や居間のレイアウト等が変更されており、たとえば『映画ドラえもん のび太と緑の巨人伝』（2008年公開）における野比家の居間の床には絨毯が敷かれ、ちゃぶ台や足つきのテレビが置かれているなど、他作品に比べて独自性が強いものとなっている。
一番多く描かれることが多いのび太の部屋においては、押入れ側の壁上部には天袋が、左に襖張りの引き戸式収納スペースが追加されたり、ドア側の壁にはカラーボックスが置かれる作品があった。また、『映画ドラえもん のび太の恐竜2006』（2006年公開）では、恐竜が発条仕掛けで卵を割って歩く玩具とメガドライブに酷似したゲーム機が置かれているほか、以降の作品でも、ライオン仮面や伊藤翼、星野スミレとミーアのポスターが壁に張られるなど、ドラえもんゆかりの小道具が登場することがある。
また、映画シリーズで使用された音楽（劇伴）が後にテレビアニメ版でも度々使用されている。ただしテレビシリーズ同様沢田完が手掛けた『映画ドラえもん のび太の恐竜2006』（2006年公開）から『映画ドラえもん のび太の南極カチコチ大冒険』（2017年公開）までの楽曲となっており、『映画ドラえもん のび太の宝島』（2018年公開）より登板した服部隆之が手掛けた楽曲は使用されていない。
タイトルロゴもテレビアニメ版と映画では若干の違いがある。テレビシリーズでは「ド」の目玉の部分が両目とも「∩」であるのに対し、映画シリーズでは右目のみ「∩」のデザインとなっており、さらに『STAND BY ME ドラえもん』シリーズでは右目が「ウインク」したものとなっている。
映画公開前後には1時間の特番があり、映画の見所や長編ストーリーを公開する。なお、前夜祭も従来と同様に放送される（まったく放送されない年もある）。

## 放送形態
- 放送開始当初から第2作第1期に引き続き字幕放送を実施。ドラえもんの台詞は黄色、のび太の台詞は水色、それ以外の人物の台詞は白で表示される。また、放送時間も放送開始から2019年9月までは第2作第1期と同じ金曜 19:00 - 19:30（JST）のゴールデンタイムで放送され、他のアニメと比べ特番を組むことも多かった。
- 第2作第1期では1984年5月18日放送分以降は主にAパートに新作、Bパート（Cパートがある場合はCパートも）に過去に放送した作品を再放送する形式だったが、本作では一部の回を除き両パートとも新作のみの放送となっていた。しかし土曜日に移動した2019年11月9日以降は不定期にBパート（2020年7月からは不定期にAパートが再放送になる場合もある）で過去作品の再放送をしている（第2作第1期と同じくサブタイトルアニメーションは当時のままで、右下にスタッフクレジットが追加されている）。
- 本作開始直後には「ドラえもんミニシアター」というミニコーナーが存在した。これは、幼児向けの雑誌に掲載されていた単行本未収録の全2 - 3ページ程度の作品をアニメ化しているミニコーナーだった。2022年10月1日放送分からは「ドラドラMiniシアター」として復活。こちらではドラえもんカラー作品集に収録している作品をアニメ化している。
- その後、2005年夏は「踊れ・どれ・ドラ・ドラえもん音頭」を放送。2007年5月11日放送分から6月15日放送分までは、体験学習の面白さを伝えるミニコーナー「ドラミのちょっとやってみよう」を放送した。2008年5月から11月まで「ドラえもんひみつ道具クイズ」を放送した。また2008年夏に再び「踊れ・どれ・ドラ・ドラえもん音頭」を放送した。
- 本作では2回目となる2006年の大晦日は例年どおり放送し、生放送（「ひみつ道具コンテスト」の電話投票を実施）を実施したが、放送時間が従来の3時間（18 - 20時台）から、2時間（18 - 19時台）へと例年より1時間短くなった。2007年も放送時間は2時間のまま放送した。2008年は約2時間半（18 - 20時台前半）へと再び拡大した。
- 放送開始当初のオープニングテーマは引き続き「ドラえもんのうた」（ただし、女子十二楽坊による演奏のみ）が使われていたが、2005年10月28日放送分からは夏川りみが歌う「ハグしちゃお」に変更した。オープニングに「ドラえもんのうた」ではない歌が使用されたのは、第2作第1期を含めると放送開始26年半にして2度目のこと（1度目は「ぼくドラえもん」）。その後、2007年5月11日放送分からは、「夢をかなえてドラえもん」に変更された。2019年10月5日放送分から「ドラえもん」に変更された。その後、2024年11月16日放送分からは、また「夢をかなえてドラえもん」に変更された。
- エンディングテーマは映画の宣伝や情報を流すため休止し、2005年8月5日から10月21日放送分まで「踊れ・どれ・ドラ ドラえもん音頭」をエンディングに使用した（ドラえもんの音頭としては、1979年の「ドラえもん音頭」以来26年ぶり2曲目。通常放送ではエンディングアニメーションを使用しないため、スタッフおよびキャストのテロップはオープニングアニメーションにすべてクレジット（挿入）していた。また、2007年以降「踊れ・どれ・ドラ・ドラえもん音頭」などをエンディングアニメーションで流す際、オープニングアニメーションをカットすることがあるが、そのときはエンディングでスタッフおよびキャストのテロップを流している。2017年7月28日放送分からオープニングアニメーションとエンディングアニメーションが両方流れるようになりテロップが集約されなくなった。
- 第2作第1期では次回予告のナレーションにドラえもんだけが登場していたが、本シリーズではドラえもんとともに、2005年6月3日放送分まではのび太、しずか、ジャイアン、スネ夫が毎週持ち回りで担当していた。6月10日放送分からはドラえもんとのび太のみ（たまにしずか、ジャイアン、スネ夫やゲストとして他の登場人物が入ることもある）が登場している。なお、サブタイトルのクレジットも初めのころ[いつ?]はしていた（大きなどら焼きがあり、その右下にドラえもんが右手を挙げている絵）が、2006年以降は挿入しなくなった。（次回のどちらか1話のあらすじのみ）。また、次回予告の長さは、15 - 30秒と統一されていない。土曜夕方移行後はドラえもん、のび太、しずか、ジャイアン、スネ夫で掛け合いを行いながらエピソードを紹介するスタイルで冒頭と最後は必ずドラえもんがナレーションする（冒頭は「『ドラえもん』、今度のお話は？」、最後は「土曜午後5時![注 22]」）。放送では15秒版（エピソードを1本のみ）のみ放送し、公式YouTubeアカウントでは30秒版（放送するエピソードを全て紹介）が放送終了後に投稿される。
- アニメの時間（尺）は2005年4月以降は22分。2007年5月から21分30秒に変更した。
- リニューアル当初、各エピソードは、アニメオリジナルのストーリーのみになっていたのを原作中心に戻した。ただし、2007年3月からは再びアニメオリジナルのストーリーを制作するようになった（レギュラー放送初オリジナル作品は「あの人は居間」）。
- 大晦日特集は12月31日で、金曜日（2019年10月以降は土曜日）以外でも必ず放送する。大晦日の放送は18時からスタートするが、以前は21時までの3時間あったのが、編成上の関係で近年は20時、ないしは20時30分までに短縮される傾向にあった。しかし2010年代に入ってからは年末特番の超ロング化のため、大晦日に放送したのは2012年及び2015年から2018年及び2020年以降であり、2015年は2012年以来3年ぶりに大晦日での放送となるものの、ゴールデンタイムではなく、16時30分からの1時間枠となった。以降も近年は16時30分からの1時間枠で放送されている。ただし、大晦日に放送しない場合、前日の12月30日に年末特集として放送することとなる。また、新作エピソードの放送以外にも過去エピソードの再放送は行われている[注 23]。なお2019年は12月28日放送の通常版で最後となり、年末スペシャルと正月スペシャルは放送されないが、年末スペシャル無しは2010年以来。しかしこの時は翌2011年1月3日に正月スペシャルを放送したため、正月スペシャルも無いのは放送開始当時の1979年以来実に40年ぶりとなる。2023年以降は午前9時からの1時間枠で放送されている。
- 2011年3月11日は、東日本大震災が発生し、ANN報道特別番組に急遽変更され休止した。リニューアル後このような形で番組が休止されるのは初めて。
- 金曜19時に放送されていた頃は例年3月中旬（春の映画スペシャルの次の週）から4月下旬（第4金曜日の傾向が多い）までと、9月上旬（誕生日スペシャルの次の週）から10月中旬（第3金曜日の傾向が多い）までは特番が入り、次の時間の『クレヨンしんちゃん』（以下『クレしん』）とともに放送休止になっていた。
  - 当初は2011年3月11日に放送を予定していた、「のび太のハチャメチャ入学式」が同年3月25日に振替放送されたことや同年10月7日・2014年11月7日・11月14日にドラえもんのみ放送されたり、2012年3月23日・3月30日・9月14日の放送は休止されなかったなど、例外のときもいくつかあげられる。
  - 土曜17時に放送時間が移動されてからは年末年始を除き、ほとんど休止されなくなった。
- 2012年から2016年まで毎年3月には、劇場版の宣伝を兼ね、先述の3時間SPのほか、日曜6:00 - 6:30（通常は『日本のチカラ』など）に過去放送された作品を再放送する『ドラえもんセレクション』（2016年では『朝からドラえもん』）が、関東ローカルほか一部地域で放送されていた（2014年からは『クレしん』も追加）。放送は、初回となる2012年は3月全ての日曜6:00に放送されたが、以後は2013年と2016年は2回、それ以外は1回放送となっている。なお2017年は『TOKYO応援宣言』拡大版のため3月には放送できず、初めて4月放送となり、放送時間も6:20 - 6:30に『ANNニュース』が新たに編成されたため、『クレしん』を含め10分繰り上がって5:50 - 6:20になった。そして2018年は、前年（2017年）10月に報道番組『サンデーLIVE!!』（テレビ朝日・朝日放送・メ〜テレ共同制作）が5:50 - 8:30に設置されたため、7年ぶりに再放送無しになった。
- 2014年4月11日からはテレビアニメ35周年を記念して、データ放送「どこでもドアかくれんぼ」が開始された。内容は、4つあるどこでもドアの中から、ドラえもんがどこにいるか当てるというもの。舞台は基本的に空き地だが、2015年1月9日は『ドラえもん のび太の宇宙英雄記』仕様になった。
  - 2015年4月10日放送の『ドラえもん・クレヨンしんちゃん 春だ!映画だ!3時間アニメ祭り 第2弾』から、データ放送が「びっくりラッキーマンボ」に変更[15]。内容はドラえもん、のび太、しずか、ジャイアン、スネ夫がマンボリズムに乗って踊り、目の前の箱を叩く事で、どこに「金のマンボウ」がいるかを当てるというもの。最後は、4人のうちマンボウのいる箱を開けた1人による運勢（ラッキーアイテムなど）に関する一言とそれに対するのび太達のコメントで締め括られる。
  - 2017年4月7日放送の『ドラえもん・クレヨンしんちゃん 春だ!映画だ!3時間アニメ祭り 第2弾』から、データ放送が「ドラガオじゃんけん」に変更。表情でじゃんけんをする物で、「ふくれっ面」が「グー」、「驚き顔」が「チョキ」、「笑顔」が「パー」となっている。担当キャラは原則としてドラえもんだが、のび太、しずか、スネ夫、ジャイアン、ドラミが担当をする事もある。じゃんけんの結果については番組の最後に発表されている。
- 2015年5月15日放送分から7月10日放送まで期間限定で3本立ての放送となっている。通称「ドラララ3（スリー）」[16]。
  - 2015年7月31日からは通常の2本立ての放送に戻った。
- 2016年4月15日放送分から19時台アニメでは唯一の19:00開始となった。
- 2018年10月12日放送分から19時台アニメとしては唯一の30分放送のアニメとなった[注 24]。
- 2019年10月5日、改編によりゴールデンタイムのアニメ枠が廃止、それまで21時枠に放送していた『ザワつく!金曜日』の枠となった。これに伴い、1981年（昭和56年）10月2日から続いた金曜19時台の放送は消滅し、土曜日17:00 - 17:30へ枠移動。事実上、土曜夕方の30分枠として再スタートを切ることとなった。第2作第1期に遡れば、1981年9月までの月曜から土曜の夕方に10分枠[注 25]で放送されていた時以来、38年ぶりとなる土曜日のレギュラー放送になる[17]。土曜日での放送は「週1回」・「30分」・「第2作第2期[注 26]」ではいずれも初。なお枠移動後も前座番組（2019年10月より『クレしん』）からと後座番組（『ANNスーパーJチャンネル』）へのクロスプログラムは継続される[注 27]。
- 2020年4月3日、BS朝日にて金曜19時台に放送開始（後座番組『クレしん』を含む）され、字幕放送も実施。なお、データ放送のゲームなどには参加できない。地上波の枠移動に伴い視聴率が半減し、作品認知度の維持が課題になっていたことや、衛星テレビでの放送枠が確保しやすいとの理由から放送を開始したためだという[18]。『ドラえもん』『クレしん』のBSでの放送はいずれも初とのこと。2023年9月29日の放送をもって「クレヨンしんちゃん」と共に放送を終了した。

### 放送時間
テレビ朝日系列
| 放送期間                     | 時間                       | 脚注      |
| ---------------------------- | -------------------------- | --------- |
| 2005年4月15日 - 2019年9月6日 | 金曜 19:00 - 19:30（30分） | [ 注 28 ] |
| 2019年10月5日 -              | 土曜 17:00 - 17:30（30分） |           |

BS朝日／BS朝日4K（BSデジタル放送）
| 放送期間                     | 時間                       | 脚注      |
| ---------------------------- | -------------------------- | --------- |
| 2020年4月3日 - 2023年9月29日 | 金曜 19:00 - 19:30（30分） | [ 注 29 ] |

## 主な歴史
| 年     | 日付               | 出来事 |
| ------ | ------------------ | --- |
| 2005年 | 4月15日            | 初回放送（19:00 - 19:54）。 |
| 2005年 | 4月22日            | 幼児向けの雑誌に掲載されていた作品をアニメ化するコーナー『ドラえもんミニシアター』を新設。 |
| 2005年 | 7月15日            | 『ドラえもん DON DON サマースペシャル!!』放送（19:00 - 19:54）。 |
| 2005年 | 10月21日           | 『ドラえもん1時間! 2006年MOVIE㊙映像見せますSP!!』を放送（19:00 - 19:54）。オープニングテーマ曲「ドラえもんのうた」が、「ハグしちゃお」に変更される。 |
| 2005年 | 12月31日           | 本作における初の大晦日3時間特番『新生ドラえもん 初の大晦日3時間SP』を18:00 - 20:54で放送。 |
| 2006年 | 3月4日             | 本作における映画第1作『のび太の恐竜2006』公開。第2作第1期における映画『のび太の恐竜』のリメイク作品。 |
| 2006年 | 4月14日            | 新生ドラえもん1周年スペシャル。 |
| 2006年 | 9月1日             | 本年以降毎年、ドラえもんの誕生日である9月3日前後に「ドラえもん誕生日スペシャル」を放送している。本年のエピソードは原作のエピソードを構成した物であったが、翌年以降のエピソードは2020年を除きすべてアニメオリジナルストーリーとなっている。 |
| 2007年 | 3月2日・3月9日     | 『のび太の新魔界大冒険 〜7人の魔法使い〜』公開に合わせ、2週連続で関連特番を放送。前者は1時間SP、後者は通常放送。 |
| 2007年 | 3月10日            | 『ドラえもん のび太の恐竜2006』を『ドスペ!』枠で地上波初放送。 |
| 2007年 | 3月23日            | 本作では初のアニメオリジナルストーリーを放送。 |
| 2007年 | 4月20日            | 『クレヨンしんちゃん』との合体2時間SP『ドラえもんとクレヨンしんちゃんのアニメ2時間SP』を放送。第1部は『ドラえもん』の通常放送、第2部は『クレヨンしんちゃん 伝説を呼ぶ 踊れ!アミーゴ!』を放送。 |
| 2007年 | 5月11日            | オープニングテーマが「夢をかなえてドラえもん」に変更。 |
| 2007年 | 5月18日            | 「ひみつ道具コンテスト」最優秀作品「あの人は居間」を放送。 |
| 2007年 | 6月29日            | 『ドラえもん1時間海賊SP』を放送。 |
| 2007年 | 12月7日            | 『ドラミ誕生日SP』を1時間枠で放送。 |
| 2007年 | 12月30日・12月31日 | 前者は『クレしん』との合体特番『冬だ! 休みだ!! クレヨンしんちゃん&ドラえもん! 朝からどドーンと150分SP』を日曜日 6:30 - 9:00で放送。後者は大晦日SP『大みそかドラえもん もうすぐネズミ年だよ ギャー!! SP』を18:00 - 19:54で放送。 |
| 2008年 | 3月7日             | 『のび太と緑の巨人伝』公開に合わせ、『ドラえもん映画公開直前SP』を1時間枠で放送。放送作品は1980年に東宝系で公開された『ドラえもん ぼく、桃太郎のなんなのさ』をリメイクした『ぼく、桃太郎のなんなのさ2008』。 |
| 2008年 | 3月21日            | 『ドラえもん感動の映画3時間SP』を放送。第1部は「特撮ウラドラマン」、第2部は『のび太の新魔界大冒険 〜7人の魔法使い〜』の地上波初放送。 |
| 2008年 | 3月28日            | 『ドラえもん春休みSP』を1時間枠で放送。Bパートに『のび太と緑の巨人伝』の関連作「もう一つの緑の巨人伝」を放送。 |
| 2008年 | 4月25日            | サブタイトルの画面が看板を掲げるドラえもんの映像に変更。 |
| 2008年 | 6月27日            | 『ドラえもん1時間SP』を放送。 |
| 2008年 | 10月24日           | 情報･ワイドショー番組『ワイド!スクランブル』の夕方コーナーにドラえもんがゲスト出演。この日の放送に浅田真央が出演することを告知した。同日に放送した『ドラえもん秋の1時間SP』のBパート「のび太たちのアイスショー」に浅田が出演した。 |
| 2008年 | 12月31日           | 大晦日SP『大みそかドラえもん さらばネズミ年 来年はモ〜30周年だよSP』を18:00 - 20:24で放送。なおこの後は『クイズプレゼンバラエティー Qさま!!』年末SPが放送されたが、同時期にはドラえもん達が『Qさま』の「プレッシャーSTUDY」に出場する形式で、双方の番宣CMが放送された。 |
| 2009年 | 2月6日             | テレビ朝日開局50周年記念番組『50時間テレビ』の一環として、『のび太と緑の巨人伝』を地上波初放送（19:00 - 20:54）。 |
| 2009年 | 3月6日             | 『新・のび太の宇宙開拓史』公開に合わせ『ドラえもん 映画公開直前SP』を1時間枠で放送。 |
| 2009年 | 3月20日            | 『ドラえもん30周年SP』を2時間枠で放送。前半は「さようならドラえもん」のリメイク。 |
| 2009年 | 6月26日            | 『ドラえもんおふろSP』を1時間枠で放送。 |
| 2009年 | 10月16日           | 映画30周年を記念して、オープニング映像が映画30周年記念バージョンに変更。 |
| 2009年 | 12月11日           | 『ドラえもんクリスマスSP』を1時間枠で放送。 |
| 2009年 | 12月31日           | 『大みそかドラえもん 映画30周年 全部見せますSP』を18:00 - 20:30で放送。 |
| 2010年 | 3月19日            | 『ドラえもん ありがとう! 30周年 今夜かぎりの春のドラえもん祭』（19:00 - 21:48）を放送。第1部は「町内突破大作戦」、第2部は『のび太の新・宇宙開拓史』の地上波初放送、そして第3部は第2作第1期の第1話「ゆめの町ノビタランド」の再放送。 |
| 2010年 | 6月25日            | 『ドラえもん 世にもフシギなぞなぞスペシャル』（19:00 - 19:54）を放送。そして終了直後に、ドラえもんが初めて直後番組『ミュージックステーション夏スペシャル』のクロスプログラムを担当した。 |
| 2010年 | 7月2日             | この回から、地上アナログ放送ではレターボックスとなる。 |
| 2010年 | 7月30日 - 8月27日  | 「夏休みアニメ祭り」として、『クレしん』とのコラボレーションキャンペーンを実施。その際次のような視聴者プレゼント企画を実施した。 1.番組中の「夏休みアイテム」を探し出す（キーワードと同等）。それを見つけて番組終了後の電話応募で両番組の関連グッズを抽選でプレゼントする。 2.またこの夏休みアイテムを全10個見つけるとその応募者の通っている学校・幼稚園・保育園にドラえもんかしんのすけが訪れるという企画があった。 |
| 2010年 | 11月30日           | テレビ朝日は会見で、1981年から毎年大晦日の夜に放送されていたドラえもんの特別番組を、『そうだったのか!池上彰の学べるニュース』の特別番組を放送する関係で、2011年1月3日の（6:00 - 8:55）（タイトルは『新春! ドラえもん祭 祝ウサギ年映画もあるピョンスペシャル』）に放送すると発表。理由は紅白歌合戦に対抗する強力なコンテンツを考えた結果だという。 |
| 2011年 | 2月4日             | 2月11日に放送の『ドラえもん三大祭! ドドーンと! 映画3時間スペシャル』に福山雅秋役を演じる福山雅治が声優に初挑戦、さらに3月5日公開の映画『新・のび太と鉄人兵団 〜はばたけ 天使たち〜』にも出演、2月中旬から放送する映画の特別CMでナレーションも担当する事になった。このスペシャルで放送された「ドラえもんだらけ」より、第1期同様過去に放送された作品のリメイク作品が不定期に放送されるようになった。 |
| 2011年 | 3月11日            | 同日に東北地方太平洋沖地震が発生し、『ANN報道特別番組』（『報道ステーション』）が編成されることとなり、この日の放送は延期となった。本作において、臨時特番による延期はこれが初。その日の放送予定分は2週間後の3月25日に延期された。なお翌週の3月18日に1時間枠で放送予定だった『ドラえもん三大祭!第三夜 ウルッと! 感謝・感激・感動スペシャル』は通常通り放送されたが、提供クレジットは表示されず、CMもACジャパンに差し替え。 |
| 2011年 | 4月8日             | 『ドラえもん×クレヨンしんちゃん 超豪華! 春のアニメ メガ盛りスペシャル』（3時間スペシャル）を放送。第1部は『ドラえもん』、第2部は『しんちゃん』のそれぞれ通常放送。第3部は『クレヨンしんちゃん 超時空!嵐を呼ぶオラの花嫁』を地上波初放送。『ドラえもん』と『クレしん』の合体3時間SPはこれが初。 |
| 2011年 | 7月8日             | 甘栗旬役として小栗旬が出演。 |
| 2011年 | 7月22日 - 8月26日  | 「夏休みアニメ祭り」として、クレヨンしんちゃんとのコラボレーションキャンペーンを実施。内容は昨年と同じ。 |
| 2011年 | 11月21日           | 翌年に公開の映画『のび太と奇跡の島 〜アニマル アドベンチャー〜』の主題歌を福山雅治が担当すると発表。 |
| 2011年 | 12月30日           | 『年忘れだよ!ドラえもん検定クイズスペシャル』（17:30 - 18:30）を放送。 |
| 2012年 | 2月10日            | ジャイ子の声優が山崎バニラから山田ふしぎに一時交代。 |
| 2012年 | 3月16日            | ドラえもん誕生100年前と『クレヨンしんちゃん』映画20周年に合わせ、『ダブルアニバーサリー 春のアニメ祭』（3時間スペシャル）が放送された。19:00 - 19:32は『クレしん』拡大版、19:32 - 21:48は『新・のび太と鉄人兵団 〜はばたけ 天使たち〜』を地上波初放送。 |
| 2012年 | 8月10日 - 8月31日  | 「夏休みアニメ祭り」として、『クレしん』とのコラボレーションキャンペーンを実施。内容は上記と同じ。 |
| 2012年 | 11月2日            | 直後に『フィギュアスケートグランプリシリーズ 世界一決定戦2012 中国大会』（19:30 - 21:54）の中継が放送されるにあたり、終了直後にドラえもんが同番組へのクロスプログラムを行った。ドラえもんが直後に放送する番組を告知するのは、2010年6月25日の『なぞなぞSP』以来で、通常体制では史上初。なお映像は、浅田真央が出演した2008年10月24日放送分（「のび太たちのアイスショー」の一部シーン）を流用した。 |
| 2012年 | 12月31日           | 3年ぶりに「大みそかだよドラえもん」を放送。番組ではこの年公開の『のび太と奇跡の島 〜アニマル アドベンチャー〜』を地上波初放送。この年は先の『新・のび太と鉄人兵団』放送を含め、2度も劇場版が放送された。なお直後番組『お願い!ランキング』年越しスペシャル（21:00 - 1月1日0:30）への接続はステブレレスだが、その接続内容は、大晦日の夜空を飛んでいたドラえもんが『お願い!ランキング』の秘密基地を見つけると、基地内に入って告知をするといった内容だった。 |
| 2013年 | 3月15日            | 『ドラえもん・クレヨンしんちゃん 春だ!映画だ!3時間アニメ祭り』を放送（このタイトルでの放送は初）。19:00 - 19:33は『クレしん』拡大版、19:33 - 21:48は2007年公開の『のび太の新魔界大冒険 〜7人の魔法使い〜』を放送した。なお『春だ!映画だ!3時間アニメ祭り』で1年以上前の映画が放送されたのは、今のところこれが唯一。 |
| 2013年 | 4月6日             | CS放送「テレ朝チャンネル1」 にて放送を開始した、字幕放送も部分実施。 |
| 2013年 | 4月12日            | 直後に『世界フィギュアスケート国別対抗戦2013』（19:30 - 21:54）の中継が放送されるため、ドラえもんが同番組へのクロスプログラムを行った。映像は前年11月2日同様、浅田真央出演回の一部を流用。 |
| 2013年 | 7月26日            | 「ドラえもん 夏の大冒険 1時間スペシャル」を放送。 |
| 2013年 | 8月9日 - 8月30日   | 「夏休みアニメ祭り」として、クレヨンしんちゃんとのコラボレーションキャンペーンを実施。内容は上記と同じ。8月30日の放送ではよゐこが本人役で声優として出演。 |
| 2013年 | 9月13日            | 「ドラえもん誕生日スペシャル」を1時間枠で放送。劇中では『パーマン』のパーマン1号（声はオリジナル版と同じ三輪勝恵）がゲスト出演、パーマンとの共演はリニューアル後では初。また坂本真綾がゲスト出演。作中で『パーマン』（シンエイ動画版）のワンシーンがインサートされ、BGMには同作主題歌「きてよパーマン」が使われた。そして番組ラストの「ドラドラニュース」では、2013年9月8日に2020年のオリンピック開催地が東京に決まった事を伝えた。 |
| 2013年 | 12月6日            | テレビ朝日開局55周年記念『55時間テレビ』の一環、および藤子・F・不二雄生誕80年を記念して、「ドラえもん冬の1時間スペシャル」を18:53 - 19:54で放送。それまでテレビ朝日平日19時台番組は、2012年より通常番組拡大版などの特別番組の時に限り、不定期にフライングスタートしていたが、金曜アニメの『ドラえもん』や『クレしん』は拡大版でもフライングスタートは行わなかったため、『ドラえもん』のフライング体制は『ニュースシャトルANN』編成による18:50開始時期（1987年10月 - 1989年3月）を除けば史上初。なお直後の『フィギュアスケートグランプリファイナル 世界一決定戦2013』中継へのクロスプログラムは、まず浅田真央出演回の映像を流用してドラえもんが5秒告知を行うと、画面がスケート会場であるマリンメッセ福岡に替わり、現地レポートの松岡修造（『報ステ』のスポーツキャスターと兼任）が10秒告知を行うという、初の2段告知だった。 |
| 2013年 | 12月30日           | 「年忘れだよ!ドラえもん1時間スペシャル」（17:30 - 18:30）として放送。 |
| 2014年 | 2月14日            | この日の放送で華原朋美が声優として出演。 |
| 2014年 | 3月7日             | 『クレしん』との合体SP『ドラえもん・クレヨンしんちゃん 春だ!映画だ!3時間アニメ祭り』を放送。19:00 - 19:35は『クレしん』拡大版、19:35 - 21:48は2013年公開作品『のび太のひみつ道具博物館』を地上波初放送。 |
| 2014年 | 3月14日            | この日放送の『Mステ』にはKis-My-Ft2とドラえもんが出演し、映画主題歌「光のシグナル」を歌った。 |
| 2014年 | 4月11日            | データ放送「どこでもドアかくれんぼ」が始まる。 |
| 2014年 | 5月16日            | エンディング曲が「夢をかなえてドラえもん合唱バージョン」に変更。 |
| 2014年 | 6月6日             | OP曲が「夢をかなえてドラえもん」に戻り、「STAND BY ME ドラえもん」の予告映像が公開される。 |
| 2014年 | 8月1日             | 『STAND BY ME ドラえもん』公開に合わせ、2014年初の単独3時間SP「ドラえもん夏祭り3時間SP」を放送。19:54まではアニメ1時間SPで、パーマンが前年9月13日の「誕生日SP」以来のゲスト出演（ただし台詞はない）、そして19:54からはクイズ『ドラえもん知識王No.1決定戦SP』を放送、同コーナーの司会は羽鳥慎一と小池栄子、そしてドラえもん自身が担当。これに先立ち、7月26日の14:45 - 16:00に大予選会が放送された。また、同日にテレビアニメ版OPが『STAND BY ME ドラえもん』主題歌「ひまわりの約束」に変更される。 |
| 2014年 | 8月8日             | 『STAND BY ME ドラえもん』公開。これを記念して、同作監督の山崎貴と八木竜一がゲスト出演した『徹子の部屋』にもドラえもんが3DCGで登場、『徹子の部屋』の出演は2000年2月11日以来で、リニューアル後では初。 |
| 2014年 | 9月5日             | 単独では2014年初の1時間スペシャル「ドラえもん誕生日スペシャル」を放送。田村ゆかりがゲスト出演。 |
| 2014年 | 10月17日 - 12月5日 | テレビアニメ放送開始&映画35周年を記念し、「夢をかなえてドラえもん」をレギュラーメンバー5人で歌唱。映像は過去に公開された映画本編（第2作第1期も含む）が流れた（全て映像が異なる）。ただし、提供バック部分のBGMは従来のmao版が使用されている。 |
| 2014年 | 11月7日 - 11月14日 | 直後の『フィギュアスケートグランプリシリーズ 世界一決定戦2014 中国大会』中継へのクロスプログラムは、現地レポートの松岡修造（『報ステ』のスポーツコーナーと兼任）の中国会場からの告知のみで、ドラえもん自身による告知と、浅田真央出演回の映像流用は初めて行わなかった。翌14日の直後に開催されたサッカー日本代表強化試合（キリンチャレンジカップ） 日本× ホンジュラス』（豊田スタジアム）中継へのクロスプログラムは、川平慈英ナビゲーターによる告知のみで、ドラえもんは関わらなかった。 |
| 2014年 | 12月30日           | 「今年最後のドラ笑い!!年忘れだよ!ドラえもん1時間スペシャル」（17:30 - 18:30）を放送。番組ラストのコーナーにて、2015年公開予定の『のび太の宇宙英雄記』の主題歌をmiwaが担当すると発表、同コーナーでオリジナルキャラクター「ワーミー」の声当てをmiwaが声優に初挑戦として行った。 |
| 2015年 | 1月9日             | 「どこでもドアかくれんぼ」の映像（&データ放送画面）が、『のび太の宇宙英雄記』バージョンにリニューアル。 |
| 2015年 | 1月23日            | 当初は放送を予定していたが、「AFCアジアカップ2015 日本×UAE」（スタジアム・オーストラリア。枠は18:10 - 21:20）を急遽放送することになったため、『クレしん』と共に1週間延期となった。なお当日は21:00の『世界の村で発見!こんなところに日本人』（朝日放送〈当時〉制作）は本作・『クレヨンしんちゃん』・20:54の各局別ミニ番組（関東は『世界の街道をゆく』）と共に休止、そして20:00の『Mステ』は80分繰り下げ、21:54の『報道ステーション』は22:14開始に変更された。 |
| 2015年 | 3月6日             | 合体3時間SP『ドラえもん・クレヨンしんちゃん 春だ!映画だ!3時間アニメ祭り』を放送。19:00からは『クレしん』の11分拡大だが、19:35からは前年公開された『新・のび太の大魔境 〜ペコと5人の探検隊〜』を地上波初放送。 |
| 2015年 | 4月10日            | 合体3時間SP『ドラえもん・クレヨンしんちゃん 春だ!映画だ!3時間アニメ祭り』の第2弾を放送。今回は前回とは逆に、19:00からは『ドラえもん』の14分拡大放送、19:44からは『クレヨンしんちゃん』の劇場版『ガチンコ!逆襲のロボとーちゃん』を地上波初放送、この年から『3時間アニメ祭り』は3月と4月の2回放送、3月は今まで通り劇場版『ドラえもん』、4月は劇場版『クレしん』を放送する事になる。またこの日からデータ放送「びっくりラッキーマンボ!」がスタートした。 |
| 2015年 | 5月15日            | 5月15日～7月10日放送分まで3本立ての構成となる。公式での通称は「ドラララ3（ドラララスリー）」。 |
| 2015年 | 6月19日            | 前日の18日に、第2作第1期でジャイアンを演じたたてかべ和也が死去。この日の放送分では、冒頭に追悼テロップを添えて放送した（後述）。 |
| 2015年 | 7月24日            | 2015年初の1時間スペシャル「夏祭りだよ!ドラえもん 1時間スペシャル」を放送。サバンナ・高橋茂雄がゲスト出演し、高橋自身が考案したひみつ道具を題材にしたエピソードが放送された。そのエピソード内で声優として出演した他、「びっくりラッキーマンボ！」では普段はドラえもんらが正答を発表しているものの、この回のみ高橋が発表した。 |
| 2015年 | 8月21日            | この回のエンディングは、8月30日に同局の『日曜洋画劇場』で放送される『STAND BY ME ドラえもん』の宣伝を兼ねて、同作のハイライトシーンをバックに同作主題歌「ひまわりの約束」を流した。また『クレヨンしんちゃん』へのクロスプログラムの放送後、再び『STAND BY ME』の宣伝を行った。続く8月28日のエンディングも『STAND BY ME』のハイライトシーンと「ひまわりの約束」で構成した。 |
| 2015年 | 9月4日             | 「ドラえもん誕生日スペシャル」を1時間枠で放送。9nine・佐武宇綺がゲスト出演。 |
| 2015年 | 10月9日            | 番組ラストで、2016年公開の映画『新・のび太の日本誕生』のタイアップ企画「夢のペットコンテスト」を告知。 |
| 2015年 | 10月30日           | 『新・のび太の日本誕生』の応援ソング「ウンタカダンス」をエンディングでテレビ初披露。 |
| 2015年 | 11月27日           | 出木杉役の萩野志保子（テレビ朝日アナウンサー）が復帰。同月25日には、第2作第1期で出木杉を演じた白川澄子が死去。この日の放送分では、冒頭に追悼テロップを添えて放送した（後述）。 |
| 2015年 | 12月31日           | 「今年最後のドラ笑い!!大みそかだよ!ドラえもん1時間スペシャル」（16:30 - 17:30）を放送。地上波での午後4時台の放送は、番組開始以降初。また大晦日特番がオールノンプライム枠も史上初。 |
| 2016年 | 1月15日            | 「びっくりラッキーマンボ！」の映像（&データ画面）が『新・のび太の日本誕生』バージョンにリニューアル。 |
| 2016年 | 2月1日             | CS放送ディズニー・チャンネルにて英語ローカライズ版（後述）の放送を開始。2か国語放送と字幕放送も実施していた。 |
| 2016年 | 2月19日            | この日放送の『ミュージックステーション』に、『新・のび太の日本誕生』主題歌『空へ』を歌う山崎まさよしが出演、同番組にはドラえもんとのび太も出演した。 |
| 2016年 | 2月26日            | エンディング曲が「空へ」に変更。 |
| 2016年 | 3月4日             | 『新・のび太の日本誕生』公開に合わせ、合体3時間SP『ドラえもん・クレヨンしんちゃん 春だ!映画だ!3時間アニメ祭り』を放送。19:00 - 19:44に『クレしん』の拡大版を放送し、19:44 - 21:48に前年公開の『のび太の宇宙英雄記』を地上波初放送。 |
| 2016年 | 3月11日            | 合体SPでは映画抜き・1時間SP『ドラえもん・クレヨンしんちゃん 春のアニメ祭り』を、19:00 - 19:54で放送。 |
| 2016年 | 4月1日             | 『ドラえもん・クレヨンしんちゃん 春だ!映画だ!3時間アニメ祭り』の第2弾を放送。今回は前回とは逆に、19:00からは『ドラえもん』の拡大版、19:35からは『クレヨンしんちゃん オラの引越し物語 サボテン大襲撃』を地上波初放送。 |
| 2016年 | 4月15日            | テレビ東京の『ポケットモンスター XY&Z』の放送枠が18:55 - 19:25に変更（5分繰り上げ）されたため、本作は「19時台アニメでは唯一の19:00開始」となった。 |
| 2016年 | 5月6日             | エンディングが「ウンタカダンス」に戻る。映像の途中で、全国の視聴者から寄せられたダンス動画が挿入された。 |
| 2016年 | 6月3日             | 「びっくりラッキーマンボ!」では、この回で金マンボウを出したジャイアンがサッカー日本代表のユニフォーム姿となって、直後番組『キリンカップサッカー2016』中継（日本×ブルガリア）の告知（クロスプログラム）をした後、今度は同試合開催地・豊田スタジアムからの告知となった。 |
| 2016年 | 6月10日            | 副音声での解説放送を実施。『ドラえもん』の解説放送は先述の2015年8月30日に『日曜洋画劇場』で放送された『STAND BY ME ドラえもん』以来で、レギュラー放送では初。ただし不定期での実施。 |
| 2016年 | 7月22日            | 「夏祭り特別企画」と銘打ち、前半は「3センチのび太の大冒険」、後半は来年春に公開される新作映画特集と、「テレビ朝日・六本木ヒルズ 夏祭り SUMMER STATION」内で行われるドラえもん関連イベントを紹介。 |
| 2016年 | 7月29日            | 通常通りの2本の他、今回も「サマステ」イベントを紹介。 |
| 2016年 | 8月5日             | 『夏祭りだよ! ドラえもん クレヨンしんちゃん アニメ1時間SP』を放送。 |
| 2016年 | 10月14日           | サブタイトル画面が変更。 |
| 2016年 | 10月28日           | 10月20日に、日本テレビ版でジャイアンを演じ、第2作第1期で骨川スネ夫を演じた肝付兼太が死去。この日の放送分では、冒頭に追悼テロップを添えて放送した（後述）。『ドラえもん のび太の南極カチコチ大冒険』の応援ソング「パオパオダンス」をエンディングでテレビ初披露。 |
| 2016年 | 12月9日            | この日から始まる『フィギュアスケートグランプリファイナル2016』中継告知のため、この回の「びっくりラッキーマンボ!」はフィギュアスケーターの織田信成が、着ぐるみのドラえもん・のび太と担当した。 |
| 2016年 | 12月31日           | 「大みそかだよ!ドラえもん1時間スペシャル!!」（16:30 - 17:30）を放送。パーマン生誕50周年を記念する形で藤子・F・不二雄ミュージアムで上映されていた「Fキャラオールスターズ大集合 ドラえもん&パーマン 危機一髪!?」を地上波初放送。 |
| 2017年 | 2月24日            | この日の放送で、『のび太の南極カチコチ大冒険』の主題歌を担当する平井堅が本人役で出演。またこの日放送の『ミュージックステーション』では、平井に加えゲスト声優を務める織田・浅田舞、ドラえもんも出演した。 |
| 2017年 | 3月3日             | 『のび太の南極カチコチ大冒険』の公開に合わせ、合体3時間SP『ドラえもん・クレヨンしんちゃん 春だ!映画だ!3時間アニメ祭り』を放送。19:00 - 19:38は『クレしん』の拡大版、19:38 - 21:48は『新・のび太の日本誕生』を地上波初放送。 |
| 2017年 | 3月17日            | 『のび太の南極カチコチ大冒険』の関連作品として「迷子のパオパオ」を放送。この回をもって「びっくりラッキーマンボ!」は終了。 |
| 2017年 | 4月7日             | 『ドラえもん・クレヨンしんちゃん 春だ!映画だ!3時間アニメ祭り』の第2弾を放送。19:00 - 19:42は『ドラえもん』通常放送、19:42 - 21:48は『クレしん』劇場版『クレヨンしんちゃん 爆睡!ユメミーワールド大突撃』を地上波初放送。この回からデータ放送「ドラガオじゃんけん」がスタート。 |
| 2017年 | 5月19日 - 6月23日  | OPが「キミがもう一度みたい話」と銘打ち、過去放送した作品の中から取り上げ、名場面を放送。 |
| 2017年 | 6月9日             | 6月15日の「ジャイアンの誕生日」に先駆け、ジャイアンの新キャラクターソング「ありがとう、オーレ!」をEDで発表。 |
| 2017年 | 6月30日            | テレビ朝日の局イベント「SUMMER STATION」で行われるドラえもん関連イベントを紹介。 |
| 2017年 | 7月28日            | 『あの名作が帰ってくる!ドラえもん夏の1時間スペシャル』を1時間枠で放送。この回よりキャラクターデザイン・美術・色彩設計が変更された。スタッフ面では監督が2005年のリニューアルから務めていた善聡一郎から八鍬新之介に交代し、新たにチーフディレクターとして大杉宜弘が登板した。この回よりミニドラの声優があかいとまとから金元寿子に交代。また、オープニング映像も新しくなったほか、サブタイトルアニメーションの音楽も新しいものに変更された。 |
| 2017年 | 8月4日             | 2017年初の1時間合体SP『夏祭りだよ! ドラえもん・クレヨンしんちゃん アニメ1時間SP』を放送。この回からエンディングテーマが「踊れ・どれ・ドラ・ドラえもん音頭2017」に変更。「SUMMER STATION」内でドラえもん・のび太の着ぐるみ人形が客と一緒に踊るVTR映像が流れた。 |
| 2017年 | 8月18日            | この回からサブタイトル画面右下に脚本、演出、絵コンテのクレジットのテロップが表示されるようになる。 |
| 2017年 | 9月1日             | 『ドラえもん誕生日スペシャル』を1時間枠で放送。サブタイトル場面、次回予告、本編BGMが再度リニューアルされた。 |
| 2017年 | 9月8日             | エンディングテーマが「ドラえもんえかきうた」（2017年バージョン）に変更。 |
| 2017年 | 10月20日           | 『のび太の宝島』宣伝を兼ねた「宝島クイズ」がスタート。クイズ作家の古川洋平がクイズ監修を担当。 |
| 2017年 | 12月1日            | 『のび太の宝島』予告編を放送。 |
| 2017年 | 12月31日           | 「大みそかだよ!ドラえもん1時間スペシャル」（16:30 - 17:30）を放送。 |
| 2018年 | 1月7日             | 「ドラえもん クレヨンしんちゃん 2018年冬のアニメ祭り」を放送。本作を10:00 - 10:58に、『クレしん』を10:58 - 11:50に、それぞれ放送。本作としては初めて日曜日午前に放送された（『日曜ワイド』枠外）。 |
| 2018年 | 1月12日            | 「ドラガオじゃんけん」データ画面が『のび太の宝島』バージョンとなり、担当したドラえもんは海賊の扮装で登場した。 |
| 2018年 | 2月2日             | エンディングが『のび太の宝島』仕様、テーマは星野源による同作主題歌『ドラえもん』に変更。 |
| 2018年 | 2月25日            | 『のび太の宝島』の公開に合わせ、2013年公開作品の『のび太のひみつ道具博物館』を10:00 - 11:50（『日曜ワイド』枠外）に放送。データ放送では「ドラガオじゃんけん」は行わず、替わりにリモコン操作で「キャプテンドラえもん号」内のドラえもんを動かし、宝（どら焼き）を一定以上入手する、『のび太の宝島』タイアップ企画「キャプテンドラえもん号 たんけんゲーム」に変更した。また、この日の『サンデーステーション』にドラえもんが3DCGで登場（この日は本作の特集として放送）し、同番組のVTRに星野が出演した。 |
| 2018年 | 3月2日             | 『のび太の宝島』の公開に合わせ、合体3時間SP『ドラえもん・クレヨンしんちゃん 春だ!映画だ!3時間アニメ祭り』を放送。19:00 - 19:41は『クレしん』の拡大版、19:41 - 21:48は『のび太の南極カチコチ大冒険』を地上波初放送。 |
| 2018年 | 3月9日             | 『のび太の宝島』の関連作品として「ほどほど宝島」を放送。映画公開後の最初のアニメが映画関連作品であるのは2年連続。「ドラガオじゃんけん」は、『のび太の宝島』でゲスト出演している高橋茂雄（サバンナ）が担当、2018年では初のドラえもん以外が担当、同時に「ドラガオじゃんけん」初の実写映像となった。また、この回をもって八鍬新之介が監督を降板したとみられ、公式サイトのスタッフページからも名前が削除された。次回放送の4月6日分では八鍬の名前がクレジットされなくなり、監督が不在となった。 |
| 2018年 | 3月20日            | 本シリーズ放送開始から2012年まで総監督を務めた楠葉宏三が死去。 |
| 2018年 | 4月6日             | 『ドラえもん・クレヨンしんちゃん 春だ!映画だ!3時間アニメ祭り』の第2弾を放送。第1部は『ドラえもん』拡大版、第2部は『クレヨンしんちゃん 襲来!!宇宙人シリリ』を地上波初放送。 |
| 2018年 | 4月13日            | 『のび太の宝島』関連企画として、冒頭にミニ料理コーナー「宝島クッキング」を放送し、レシピの詳細は番組公式サイトで掲載された。 |
| 2018年 | 5月18日            | この日からスタッフロールのサブタイトル名に原作作品が掲載されているコミック名と巻数（「てんとう虫コミックス第◯巻より」など）が併記されるようになった。 |
| 2018年 | 6月15日            | ジャイアンの誕生日を記念して、ジャイアンが中心となるエピソード「ジャイアンの子守歌」と「おれさまをグレードアップ」を放送、エンディングテーマは「ありがとう、オーレ!」。 |
| 2018年 | 7月20日            | 「SUMMER STATION」で行われるドラえもん関連イベントの模様を放送。エンディングテーマは『踊れ・どれ・ドラ・ドラえもん音頭2017』に変更。 |
| 2018年 | 8月3日             | この回のエンディングテーマは『のび太くん0点』。 |
| 2018年 | 9月7日             | 『ドラえもん誕生日スペシャル』を1時間枠で放送。朴璐美、茅野愛衣がゲスト出演。この回のエンディングテーマは『ハッピー☆ラッキー・バースデー!』 |
| 2018年 | 10月12日           | テレビ東京『ポケットモンスター サン&ムーン』が日曜18時に移動したことに伴い、この日からゴールデンタイムのアニメで唯一の30分アニメとなった。 |
| 2018年 | 10月26日           | 『のび太の月面探査記』宣伝を兼ねた「クイズは月をめぐる」がスタート。脚本は福島直浩が、絵コンテ・演出は三宅綱太郞が担当。考証を甲谷保和（はまぎん こども宇宙科学館）が担当する。 |
| 2018年 | 11月9日            | テレビ朝日系列のテレビドラマ『相棒』とのコラボレーションとして、同作で杉下右京役を務める水谷豊と冠城亘役を務める反町隆史がゲスト出演。この回では、ドラえもんとのび太が見ているテレビで放送されるドラマ『あい棒』に登場する。 |
| 2018年 | 12月7日            | 「クイズは月をめぐる」はこの日が最後となった。 |
| 2018年 | 12月18日           | CS放送「テレ朝チャンネル1」にて初めて2017年のリニューアル後の放送を開始した。 |
| 2018年 | 12月31日           | CS放送「テレ朝チャンネル1」にて「大みそかだよ!ドラえもん歴代大みそかドカンと36時間スペシャル一挙放送SP!!」で2005年以降の作品を放送、終了後地上波で「大みそかだよ!ドラえもん1時間スペシャル」（17:00 - 18:00） を放送。 |
| 2019年 | 1月25日・2月8日    | 両回の「ドラガオじゃんけん」は、『のび太の月面探査記』で声優として出演する中岡創一（ロッチ）が担当。 |
| 2019年 | 2月22日            | エンディングテーマが『のび太の月面探査記』の主題歌である『THE GIFT』に変更。 |
| 2019年 | 3月1日             | 『のび太の月面探査記』の公開に合わせ、合体3時間SP『ドラえもん・クレヨンしんちゃん 春だ!映画だ!3時間アニメ祭り』を放送。19:00 - 19:36は『クレしん』の拡大版、19:36 - 21:48は『のび太の宝島』を地上波初放送。後述する枠移動の影響で合体特番はこの年で最後となった。 |
| 2019年 | 4月5日             | テレビアニメ放送40周年を記念し、期間限定主題歌として「ドラえもんのうた」が「ドラえもんのうた 40th」として復活。 |
| 2019年 | 5月10日            | テレビアニメ放送40周年を記念し、期間限定エンディングとして「ぼくドラえもん」が「ぼくドラえもん 40th」として復活。 |
| 2019年 | 7月19日            | 「40周年だよ!ドラえもん1時間スペシャル!」を放送。本編の合間にはひみつ道具コンテストの最優秀作品をショートアニメ化したものが放送され、2本目と3本目の間には1979年に放送された第2作第1期第8話「恐竜ハンター」がHDリマスターで再放送された（「ゆめの町ノビタランド」とは違い本編のみ放送、サブタイトル部分では当時の出演声優が併記されている）。 |
| 2019年 | 8月23日            | この日の放送の中、「ガワラオニ」の映像を流用する形で10月5日より放送時間が土曜日17:00 - 17:30（同時ネットのANNフルネット局のみ。遅れネット局は従前通りの時間で継続）に枠移動することが発表された。 |
| 2019年 | 9月6日             | 『お引越し記念!ドラえもん誕生日スペシャル』を誕生日スペシャルとしては初の2時間枠で放送。12年間オープニングテーマとして使用された『夢をかなえてドラえもん』は今回で最後となったため、オープニングでは第2作第1期・本作の歴代主題歌をメドレーで放送した後、前半は「未来の迷宮（ラビリンス） おかし城（キャッスル）」を、後半は2017年放送の「謎のピラミッド!? エジプト大冒険」を放送。終盤には「ドラえもんのお引越し!?」と題した短編エピソードの形式で枠移動後の新主題歌・新企画などを発表した。金曜19時台での放送はこの回をもって終了。なお、朝日放送テレビはミニ番組『ココイロ』を放送した関係で19:04に飛び乗ったためメドレーは放送していない。これに配慮しメドレー・CM後の前半開始前にもう一度タイトルを表示した。 - 9月29日：『ドラえもん＆クレヨンしんちゃん お引越し直前アニメ祭り』をスペシャルサンデー枠で放送。本作を10:00 - 10:58に、『クレしん』を10:58 - 11:45に、それぞれ放送。両作とも新作エピソードが放送されず、中編エピソード と「ドラえもんのお引越し!?」の再放送で構成。 |
| 2019年 | 9月30日            | この日からテレビ朝日朝の情報番組『グッド!モーニング』の時報画面に、野原しんのすけと共に登場。また夕方の報道番組『スーパーJチャンネル』のワンコーナー「633天気」にも、ドラえもんとのび太・野原しんのすけとシロが1か月交代で登場、『ドラえもん』の時は原っぱ、『クレしん』の時は野原家に、それぞれ天気画面が映される様になった。 |
| 2019年 | 10月5日            | この日から土曜日17:00 - 17:30へ枠移動した。同日以降、この枠は福井放送・テレビ宮崎以外でのネットワークセールス枠に転換され、テレビ朝日系列フルネット全局で同時ネットとなった。なおローカルセールス枠は、日曜10時・11時枠に移動となった。オープニングテーマが「ドラえもん」に変更。同時にスネ夫がサバンナの高橋茂雄とその回に放送された話と次回の話について語るエンディングコーナー「スネ夫としげお」も開始。また、枠移動を記念してサンリオが制作したショートアニメがBパート前半開始前→Bパート後半開始時にアイキャッチとして使用開始、また、スタッフ面では、チーフディレクターが大杉宜弘から善聡一郎に交代した。監督のクレジットは引き続きされていない。 |
| 2019年 | 10月12日           | 令和元年東日本台風（台風19号）の発生を受けANN報道特別番組（実質的には『ANNスーパーJチャンネル』の拡大部分）が編成され急遽休止。その日の放送予定分は翌週に延期された。 |
| 2019年 | 11月9日            | この回よりBパートで不定期に過去作の再放送を行うようになる。 |
| 2019年 | 12月28日           | この日放送の通常版で年内放送は終了。大晦日の前日に前倒しで放送する年を含むと、2010年以来年末特番は無しになった。この日はNHK総合テレビでも、原作生誕50周年を記念した特別番組『ドラえもん50周年 みんなみんなかなえてくれる〜ひみつ道具と科学〜』を放送（19:30 - 20:45）、2局でドラえもん関連の番組が放送された。 |
| 2020年 | 1月11日            | この回は「スネ夫としげお」は休止。エンディングテーマが復活し『のび太の新恐竜』の主題歌であるMr.Childrenの『Birthday』に変更。「ドラガオじゃんけん」のデータ画面も『のび太の新恐竜』バージョンに変更。 |
| 2020年 | 1月25日            | 「スネ夫としげお」が『のび太の新恐竜』にちなみ「スネ夫としげおの君も今日から恐竜博士」 にリニューアルして放送。 |
| 2020年 | 2月29日            | この日は通常放送に加え、『のび太の月面探査記』が18:56 - 20:54に地上波初放送された。『ドラえもん』の映画が金曜日以外に地上波初放送されるのは、『のび太と奇跡の島 〜アニマル アドベンチャー〜』以来約7年ぶりである。 |
| 2020年 | 3月21日            | 冒頭部分で『のび太の新恐竜』の正式な公開日が「8月7日」になる事を発表。これに伴い、EDで表示されていた公開日のクレジットも「近日公開」から「8月7日公開」になった。 |
| 2020年 | 3月28日            | この日から新型コロナウイルス感染症の流行により、Bパートの前後でドラえもんが手洗い、うがいを啓発するアニメーションが流れる。 |
| 2020年 | 4月3日             | BS朝日にて地上波から6日遅れでネットを開始。 |
| 2020年 | 4月4日             | この回から、2枚の画像の内その回に出た道具を当てる「ひみつ道具記憶力クイズ」を放送。また、チーフディレクターが善聡一郎から小倉宏文に交代し、監督としてクレジットされるようになった。 |
| 2020年 | 4月25日            | オープニング映像を『のび太の新恐竜』公開に合わせて一部変更。 |
| 2020年 | 9月5日             | 『50周年だよ!ドラえもん誕生日スペシャル!』を16:30 - 17:30に1時間枠で放送。放送時間の移動後、初の特別編成かつ誕生日スペシャルとなる。本年以降はこれまでの誕生日スペシャルのように長編1本ではなく、通常のスペシャルと同じく複数の短編を放送するようになる。番組では星野源と高嶋ちさ子がゲスト出演、彼らにとって思い出に残る作品 がリメイクして放送された。また原作生誕50周年を記念して、短編版『のび太の恐竜』が初めてアニメ化された。この日はデータ放送が行われず、「ドラガオじゃんけん」も中止となった。 |
| 2020年 | 9月21日            | この日放送された『キスマイ10周年でやれるかな? テレビ朝日人気番組の裏側に潜入しちゃった ほぼ3時間SP』で、Kis-My-Ft2の宮田俊哉が本作の収録スタジオに潜入取材した光景が放送された。 |
| 2020年 | 10月3日            | 「ドラガオじゃんけん」データ画面が通常版に戻る。 |
| 2020年 | 10月10日           | 番組EDで映画公開が延期になっていた『STAND BY ME ドラえもん 2』の正式な公開日が「11月20日」になる事を発表するとともに、最新映像と称して映画の予告編がオンエアされた。 |
| 2020年 | 10月17日           | エンディングテーマが『STAND BY ME ドラえもん 2』の主題歌、菅田将暉が歌う『虹』に変更。 |
| 2020年 | 12月6日            | 『STAND BY ME ドラえもん 2』公開に合わせ、『新作映画公開記念!!これを見ればもっと楽しめる!ドラえもん名作アニメSP』を『スペシャルサンデー』枠で放送。同映画の元となった「おばあちゃんのおもいで」（2011年6月24日放送）と「ぼくの生まれた日」（2008年4月25日放送）、そして映画前作『STAND BY ME ドラえもん』の元となった「雪山のロマンス」（2013年12月30日放送）及び「ためしにさようなら」（2008年5月2日放送）の計4本を再放送する。ナビゲーター出演は「入れかえロープ」役の羽鳥慎一。 |
| 2020年 | 12月31日           | 『大みそかだよ!ドラえもん1時間スペシャル』（16:30 - 17:30）を2年ぶりに放送。 |
| 2021年 | 1月9日             | エンディングテーマが『のび太の宇宙小戦争 2021』の主題歌であるOfficial髭男dismが歌う『Universe』に変更。あわせて「ドラガオじゃんけん」も『のび太の宇宙小戦争 2021』バージョンに変更。 |
| 2021年 | 1月16日            | 『映画ドラえもん のび太の宇宙小戦争 2021』の主題歌を担当するOfficial髭男dismメンバー全員が本人役でゲスト声優として出演。また『のび太の宇宙小戦争 2021』の映画公開に先立ち、ミニチュア写真家・見立て作家の田中達也が映画タイトルの”リトル”にかけて、生活の中にあるいろいろなものを使ってドラえもんのリトルな世界を作るミニコーナー「リトルな世界」がスタート。 |
| 2021年 | 1月30日            | 「リトルな世界」放送後、昨年と同様ドラえもんによる『のび太の宇宙小戦争 2021』の公開延期の告知が流れた。これに伴い「ドラガオじゃんけん」も通常バージョンに戻されたが、昨年とは異なり公開日が「近日公開」とはクレジットされなかった。 |
| 2021年 | 5月1日             | 第2作第1期で音楽を担当した菊池俊輔が4月24日に死去したことを受け、Aパートでは冒頭に追悼メッセージのテロップを添えて放送した。Bパート終了後にミニコーナー「タケコプターで見にいこう!」がスタート。 |
| 2021年 | 7月10日            | Bパート前にスネ夫がジャイアンとの会話形式でひみつ道具の使用方法などを紹介する「スネ夫が選んだ!夏のひみつ道具コレクション」がスタート。 |
| 2021年 | 7月17日            | Bパート終了後に『のび太の宇宙小戦争 2021』の公開が来年3月4日に延期になった旨が発表された。 |
| 2021年 | 9月4日             | 『ドラえもん誕生日スペシャル』を18:56 - 19:54で放送。2年振りに誕生日SPがゴールデンタイム放送となり、ドラえもんの誕生日に関連した話が2年ぶりに放送された。また当日放送の通常枠は『誕生日SP』宣伝を兼ねた『ドラ誕2021 直前スペシャル』として放送。短編版『のび太の恐竜』の再放送とジャイアン役の木村昴が出演する実写コーナーで構成された。 |
| 2021年 | 10月9日            | 『秋のやってみようスペシャル』と題して、ドラえもん達が色々な事に挑戦する原作やアニメオリジナルの話を4週連続で放送。ドラえもん初の試みとして、テレビアニメ放送前後にYouTubeにて『空き地を覗き見』と題したラジオ形式でドラえもん達が会話するものも放送され、応募した人がアニメになってジャイアンリサイタルに参加できる企画も行われた。 |
| 2021年 | 10月29日           | 第2作第1期でセワシを演じた太田淑子が死去。 |
| 2021年 | 12月31日           | 『ドラえもん1時間スペシャル!』（16:30 - 17:30）を放送。 |
| 2022年 | 1月8日             | 「ドラガオじゃんけん」のデータ画面が『映画ドラえもん のび太の宇宙小戦争 2021』バージョンに戻される。 |
| 2022年 | 2月26日            | 『のび太の宇宙小戦争 2021』公開を記念して、『のび太の新恐竜』をテレビ初放送（18:56 - 20:54）。実写コーナーでは松岡茉優が出演。なお当日と翌週には早朝5:20に『ドラえもん傑作選』を放送。 |
| 2022年 | 3月12日            | 『サンドウィッチマン&芦田愛菜の博士ちゃん』の「博士ちゃん発明家発表会」にドラえもんが着ぐるみでゲスト出演、また発明品紹介場面では出木杉がアニメキャラでゲスト出演した。 |
| 2022年 | 4月2日             | 提供クレジットから白テロップを撤廃（一部企業は除く）しカラー表記に統一。「ドラガオじゃんけん」データ画面が通常バージョンに戻る。 |
| 2022年 | 9月3日             | 『ドラえもん誕生日スペシャル』を18:56 - 19:54で放送。ドラえもんの誕生日に関連した話は初となる続編形式になっており、当日放送の通常枠で去年の話が再放送された。直後の『ニッポン視察団! 外国人が選ぶ「ウマいお菓子ベスト35」ジャンル超越…夢の統一戦』にはドラえもんがアニメキャラでゲスト出演、またスタジオにはジャイアン役の木村昴がゲスト出演した。 |
| 2022年 | 10月1日            | 最新話の無料見逃し配信を開始（後述）。カラー作品集に収録されている作品をアニメ化するコーナー『ドラドラMiniシアター』を新設。エンディングテーマとして『夢をかなえてドラえもん』が約3年1ヶ月ぶりに復活。 |
| 2022年 | 11月5日            | この回で放送された「ななころびてんとう虫」より、第2作第1期のアニメオリジナルエピソードのリメイク作品が不定期に放送されるようになった。該当話の脚本と絵コンテは当時と同じスタッフが表記されている。 |
| 2022年 | 12月31日           | 『大みそかだよ!ドラえもん1時間スペシャル!!』（16:30 - 17:30）を放送。 |
| 2023年 | 1月7日             | 「ドラガオじゃんけん」映像とデータ画面が『映画ドラえもん のび太と空の理想郷』バージョンに変更。 |
| 2023年 | 1月21日            | 『映画ドラえもん のび太と空の理想郷』の宣伝を兼ねたコーナー「空であそぼう」がスタート。 |
| 2023年 | 4月22日            | 2023年よりテレビシリーズの制作チームが2班体制となり、4月22日放送回以降は一部のスタッフが放送回によって変更される。 |
| 2023年 | 9月2日             | 『ドラえもん誕生日スペシャル』を18:56 - 19:54で放送。この日放送の「ゆうれい城へお引越し」にはファイルーズあいがゲスト出演。 |
| 2023年 | 9月16日            | この日放送のBパート終了後に探偵に扮したジャイアンとスネ夫がドラえもんをはじめとするキャラクター達の謎を暴いてゆくミニコーナー「ジャイスネ探偵局」がスタート。 |
| 2023年 | 10月20日           | 第2作第1期で加藤正之に代わり1992年10月からのび助を演じた中庸助が死去。 |
| 2023年 | 12月31日           | 『大みそかだよ!ドラえもん1時間スペシャル』（9:00 - 10:00）を放送。大晦日特番としては初の午前枠での放送。 |
| 2024年 | 1月13日            | 『映画ドラえもん のび太の地球交響楽』の宣伝を兼ねたコーナー「ハカセ博士のドラドラ♪音楽クイズ」がスタート。 |
| 2024年 | 6月24日            | 土曜深夜に同年10月から新設される『IMAnimation』枠の発表に合わせてテレビ朝日のアニメ番組を総括する『tv asahi animation』レーベルが設けられ、本番組もその一つとして扱われる。 |
| 2024年 | 7月12日            | 日本テレビ版で玉子を演じ、第2作第1期でのび太を演じた小原乃梨子が死去。同月27日放送分では、番組の最後に第2作第1期ののび太の映像と共に追悼テロップを添えて放送した（後述）。 |
| 2024年 | 9月7日             | 『ドラえもん誕生日スペシャル』を18:56 - 19:54で放送。 |
| 2024年 | 9月29日            | 第2作第1期でドラえもんを演じた大山のぶ代が死去。翌月12日放送分では、ミニコーナー終了後に第2作第1期のドラえもんの映像と共に追悼テロップを添えて放送した後、名場面集が放送された（後述）。 |
| 2024年 | 10月5日            | 『好きをやってみようスペシャル』と題して、のび太達が色々な仕事に挑戦するアニメオリジナルの話を4週連続で放送。Bパート終了後にはその回でのび太達が挑戦した仕事について解説するミニコーナー「おしごと!なるには図鑑」も放送される。 |
| 2024年 | 12月31日           | 『大みそかだよ!ドラえもん1時間スペシャル!!』（9:00 - 10:00）を放送。 |

## キャスティング
本作の制作が発表された際、キャストが第2作第1期から一新されることが明らかになった。
キャスト一新のきっかけは、ドラえもんの声を担当していた大山のぶ代が2001年頃から自身の病気を理由に降板を申し出ていたことであるほか、しずか役の野村道子は『サザエさん』からも同時に降板しており、夫の内海賢二が当時経営していた賢プロダクションのマネージメント業に専念するための降板とされる。また、他のキャストも大半が60代半ばを超えていたことから、製作スタッフはキャストの総入れ替えを決め、原作の雰囲気に最も合う声をコンセプトに掲げたオーディションを実施。応募人数は合計で590人にのぼった。
2015年6月19日放送分の冒頭では、第2作第1期でジャイアンの声を担当したたてかべ和也が前日に死去したことを受け、追悼コメントがテロップとして表示された。その後、出木杉役の白川澄子や骨川スネ夫役の肝付兼太が死去した際もそれぞれ後日に番組内でたてかべと同様の追悼テロップが表示された。また、野比のび太役の小原乃梨子が死去した際は通常放送時のTVer告知を休止し、小原が演じるのび太の映像をバックに追悼メッセージが読み上げられた。その約2ヶ月後には大山が死去し、その際はミニコーナー終了後に大山が演じるドラえもんの映像をバックに追悼メッセージが読み上げられた後、名場面集が放送された（これに伴いBパートは当初放送予定だった「はだかの王様!?ウルトラよろい」〈2017年10月27日放送分を再放送〉から「おおかみ男クリーム」〈2019年2月22日放送分を再放送〉に変更された）。

### 声の出演
★のキャラクターは、CS放送では出番の有無にかかわらずクレジットされる。
- ドラえもん - 水田わさび★
- 野比のび太 - 大原めぐみ★
- 源静香（しずか） - かかずゆみ★
- 剛田武（ジャイアン） - 木村昴★
- 骨川スネ夫 - 関智一★
- 野比玉子（のび太のママ） - 三石琴乃★
- 野比のび助（のび太のパパ） - 松本保典★
- 出木杉英才 - 萩野志保子（テレビ朝日アナウンサー）★
- ドラミ - 千秋★[注 50]
- セワシ - 松本さち
- ミニドラ - あかいとまと → 金元寿子
- しずかのママ - 折笠愛
- しずかのパパ - 田原アルノ
- ジャイ子 - 山崎バニラ（2012年2月10日 - 6月1日放送分のみ：山田ふしぎ）
- ジャイアンの母ちゃん - 竹内都子（ピンクの電話）
- ジャイアンの父ちゃん - 辻親八
- ムク - 高戸靖広
- スネ夫のママ - 高山みなみ
- スネ夫のパパ - 田中秀幸
- スネ吉 - 山崎たくみ
- チルチル - 瀬那歩美
- 先生 - 高木渉★
- 神成さん - 宝亀克寿
- ミイちゃん - まるたまり
- 幼少時ののび太 - 門脇舞以 → 大原めぐみ
- 大人ののび太 - 堀秀行（一部作品：大原めぐみ）

## スタッフ
2005年4月の本作放送開始から19年以上経過しており、多くのスタッフが入れ替わっている。放送開始年2005年から2025年3月現在まで現存するスタッフは、 メインキャラ設定の丸山宏一（過去には総作画監督を務め、一時期キャラ設定も兼任）、美術監督の清水としゆき（一時降板していたが、2017年のリニューアル時より復帰）、撮影監督の熊谷正弘、音響監督の田中章喜、音楽の沢田完、ライターの櫻井真奈美（一時降板あり）、絵コンテの善聡一郎（第1話Bパートの絵コンテ・演出を担当、2017年のリニューアル前までは監督を、2019年の枠移動時から翌年3月までチーフディレクターを務め、それぞれ降板後も各話絵コンテを担当し、各話演出も2021年まで担当していた）、絵コンテ・演出の寺本幸代（第1話A・Cパートの演出を担当、降板時期あり）、三宅綱太郎（2005年から1年も途切れず皆勤で参加）、作画監督の嶋津郁雄（第1話A・Cパートを担当、一時期は各話キャラ設定も担当）、志村隆行（現在は各話キャラ設定も担当）、田中薫（現在は各話キャラ設定も担当）、久保園誠（現在は原画）である。
| 原作                         | 藤子・F・不二雄 |
| 監督                         | 善聡一郎 → 八鍬新之介 → 不在 → 小倉宏文 |
| メインキャラ設定             | 丸山宏一 |
| 美術監督                     | 清水としゆき → 清水純子 → 伊澤美恵 → 清水としゆき |
| 色彩設計                     | 堀越智子 → 戸部弥生 |
| 撮影監督                     | 熊谷正弘 |
| 編集                         | 岡安肇 → 岡安肇、三宅圭貴 → 小島俊彦、三宅圭貴 → 小島俊彦／中葉由美子、三宅圭貴 → 中葉由美子、藤本理子／小島俊彦、三宅圭貴 |
| 音響監督                     | 田中章喜、浦上慶子 |
| 音楽                         | 沢田完 |
| 編集                         | 岡安プロモーション／藤本理子 → 藤本理子、山田健太郎 → 山田健太郎 → 山田健太郎、中山翔太 |
| ビデオ編集                   | TOHOスタジオ - 菊池亮、藤田拓弥 → 菊池亮、今野未樹也 シンエイ動画 - 齋藤敦 |
| 連載                         | 小学館の学習雑誌、てれびくん、コロコロコミック |
| 車両協力                     | 小松通商株式会社 TAKE → 有限会社テイク - 高橋強 → 大山浩二 |
| 音響制作                     | AUDIO PLANNING U |
| ミキサー                     | 田口信孝 → 山本寿 → 山本寿、原田純次 → 原田純次 |
| アシスタントミキサー         | 金子俊也 → 福島佳世子 → 小沼則義 → 不在 → 栗原あいみ → 山岸克章 → 岡田朋浩 → 久保田和華 |
| 音響制作デスク               | 太田恵理子 |
| 音響効果                     | 糸川幸良（グループ・アンド・アイ）→ 北田雅也、佐藤杜美（FOOTPRINTS Studio） |
| 編成                         | 松久智治、小野仁 → 菊池寛之、西勇哉 → 松久智治、二階堂義明 → 小久保聡、二階堂義明 → 牧元宗弘、池田佐和子 → 牧元宗弘、大松宏樹 → 川北桃子、大松宏樹 → 神田エミイ亜希子 → 平泉季里子 → 石田菜穂子 → 水出和樹 → 池田邦晃 → 宇喜多宏美 → 芝高啓介 → 石田菜穂子 → 柳井寛史 → 芝高啓介 → 津戸悠希（テレビ朝日） |
| 宣伝                         | 天野貴代 → 塚崎旬子、大川希 → 大川希 → 小枝加奈 → 尾木実愛 → 村上理絵 → 増田晶子 → 増田晶子、川越悠平 → 川越悠平、呉心怡 →川越悠平 → 平野智章（テレビ朝日） |
| ライター                     | 櫻井真奈美、門倉麻理子 → 櫻井真奈美 → 門倉麻理子 → 櫻井真奈美 |
| アシスタントプロデューサー   | テレビ朝日 - 吉川大祐 → 不在 → 今川朋美 → 菅野あゆみ → 神田エミイ亜希子 → 川北桃子 → 福田美菜子 → 横山幸恵 → 川崎栞、横山幸恵 → 川崎栞、磯田ゆう → 磯田ゆう → 遠藤一樹 → 川崎栞 → 岩田皐希 → 川崎栞 → 柴田凛 シンエイ動画 - 齋藤敦 → 高橋麗奈 → 不在 → 長南佳志 → 落合竜太郎 → 不在 |
| ラインプロデューサー         | 増谷大輔（シンエイ動画） |
| ホームページ                 | 小笠原克敏、長谷川圭水、川尻幸一、板橋由香里 → 中世古裕美、川尻幸一、板橋由香里 → 中世古裕美、川尻幸一・佐藤由美 → 小野仁、沼田真明、板橋由香里、佐藤由美 → 小野仁、沼田真明、板橋由香里 → 小野仁、水谷誠也、板橋由香里 → 小久保聡、板橋由香里 → 小久保聡、勅使川原裕未 → 梶淳、勅使川原裕未 → 梶淳、メディプレ → 御手洗綾子、メディプレ → メディプレ |
| データ放送                   | テレビ朝日メディアプレックス |
| 制作デスク                   | 高橋麗奈 → 吉田成彦 → 岡田麻衣子 → 中村和喜 → 落合竜太郎 → 落合竜太郎、原口航詩 → 原口航詩 → 丸山裕司、原口航詩 → 丸山裕司 |
| 設定制作                     | 岡田麻衣子 → 中村和喜 → 小笠原卓也 → 鈴木裕介 → 有田崇成 → 立花優奈、有田崇成 → 立花優奈 → 井本美季 |
| 脚本・制作協力               | 大倉俊輔 藤子プロ |
| 構成 → シリーズ構成 → 構成   | 水野宗徳 |
| 助監督 → 副監督              | 木野雄 |
| アニメーションプロデューサー | 落合竜太郎（シンエイ動画） |
| チーフプロデューサー         | テレビ朝日 - 木村純一 → 杉山登 → 川北桃子 → 菊池寛之 → 新井麻実 → 松久智治 → 川北桃子 → 小野仁 → 白倉由紀子 ADK - 山崎立士 → 鶴崎りか シンエイ動画 - 増子相二郎 → 齋藤敦 → 大金修一 → 中島進 |
| プロデューサー               | テレビ朝日 - 濱田千佳、梶淳 → 濱田千佳、梶淳、吉川大祐 → 濱田千佳、吉川大祐 → 吉川大祐、西口なおみ → 吉川大祐 → 隅田麻衣子 → 川北桃子 → 中世古裕美 → 小野仁 → 白倉由紀子 → 遠藤一樹 → 八木征志 → 白倉由紀子 → 川崎栞 ADK - 小川邦恵 → 白土宏司 → 堤直之 → 野崎裕子 → 北條暁子 → 奥村美南 → 須子泰充 シンエイ動画 - 小倉久美 → 齋藤敦 → 齋藤敦、高橋麗奈 → 齋藤敦、大金修一 → 大金修一 → 高橋麗奈 → 河西麻利子 → 河西麻利子、長南佳志 → 河西麻利子 → 長南佳志 → 河西麻利子 |
| 制作                         | テレビ朝日、ADK → ADKエモーションズ、シンエイ動画 |

### 各話スタッフ
脚本・絵コンテ・演出・キャラ設定・作画監督・動画検査・色指定・特殊効果・制作協力は2023年以降に放送された新作エピソードを担当しているスタッフを太字で表す。
| 脚本              | 早川正（2005 - 2007）、高橋ナツコ（2005 - 2009）、大野木寛（2005 - 2015）、与口奈津江（2005 - 2008・2015 - 2017・2020）、岡部優子（2006 - 2010）、みなみとらのすけ（2007）、富永淳一（2007 - 2015・2024）、藤本信行（2007 - 2013）、水野宗徳（2007 - 2016・2021 - 2024）、廣川浩二（2008 - 2009）、相内美生（2008 - 2018）、渡辺歩（2008）、小林英造（2010 - 2011・2016 - 2019・2021・2023）、清水東（2010 - ）、大野敏哉（2011）、井上テテ（2011）、大塩哲史（2011）、原島興子（2012）、千葉美鈴（2012 - 2016）、楠葉宏三（2012）、田中智章（2012 - 2017）、伊藤公志（2014 - ）、八鍬新之介（2015）、たかはしあつし（2015・2017）、鈴木洋介（2017 - ）、福島直浩（2017 - 2020）、佐藤大（2017 - 2020）、岡野慎吾（2017）、高橋悠也（2018 - 2019）、永野たかひろ（2019 - 2021）、内海照子（2020 - 2022・2024）、五十嵐由美（2021）、諸橋隼人（2021 - 2023）、天野慎也（2022 - 2024、2025）、綿種アヤ（2022 - 2024）、志茂文彦（2022）、田村安彦（2023）、村山功（2023 - ）、城山昇（2023）、酒井健作（2023 - 2024）、西中千晶（2023 - 2024）、神沢ミホ（2024 - ）、藤田俊哉（2025） |
| 脚本協力          | 富永淳一（2010 - 2011・2013・2015）、田中智章（2012・2016）、水野宗徳（2014）、伊藤公志（2014）、関智一（2018 - 2019）、三石琴乃（2019）、荻安理紗（2023） |
| 絵コンテ          | 米たにヨシトモ（2005）、善聡一郎（2005 - 2006・2010 - ）、楠葉宏三（2005 - 2007・2010 - 2017）、鈴木卓夫（2005 - 2006・2019 - 2021）、釘宮洋（2005・2009・2017・2020）、やすみ哲夫（2005）、前田康成（2005 - 2008）、塚田庄英（2005 - 2006）、安藤敏彦（2005 - 2011・2023）、古屋勝悟（2005）、玉野陽美（2005）、寺本幸代（2005 - 2006・2008 - 2009・2014・2017 - 2020・2022）、しぎのあきら（2005 - 2006）、三家本泰美（2005 - 2007）、三宅綱太郎（2005 - ）、腰繁男（2005 - 2023、2025）、荒川直樹（2005 - 2006）、木村哲（2005 - 2010・2013）、鈴木孝義（2005 - 2016）、渡辺温子（2006 - 2007）、細谷秋夫（2006 - 2007）、秦義人（2007 - 2009）、松園公（2007 - 2008）、大森雅幸（2008）、髙橋渉（2008 - 2012）、矢嶋哲生（2008・2022 - 2023）、井硲清高（2008）、江島泰男（2008）、宮下新平（2008 - 2010）、三原秀憲（2008）、渡辺歩（2008 - 2010）、山岡実（2008 - 2014・2020 - 2022）、佐藤真人（2008 - 2009）、誌村宏明（2008 - 2014）、松田てつあき（2009）、藤原良二（2009・2013・2018）、八鍬新之介（2010 - 2012・2015・2017）、そ〜とめこういちろう（2010 - 2011・2016・2018 - 2021・2023 - ）、吉野芙紀（2010）、大杉宜弘（2010 - 2011・2014・2016 - 2019）、高木晴美（2010）、西田健一（2011 - 2016）、井出安軌（2011 - 2013・2016 - 2017）、今井一暁（2011 - 2016・2018・2021）、しのみやすゆき（2011 - 2012）、高柳哲司（2011・2019・2021 - 2023）、橋本アキラ（2012）、今泉賢一（2012）、吉田光春（2012）、村野佑太（2012 - 2013、2025）、大宅光子（2012 - 2013）、矢花馨（2013）、高橋敦史（2013 - 2015・2017 - 2018・2021）、福本潔（2013）、氏家友和（2014 - ）、小原唯（2014 - 2016）、パクキョンスン（2014 - 2015・2017 - 2023）、山本秀世（2014 - 2016）、大庭秀昭（2015）、青山弘（2015・2017）、小倉宏文（2015 - 2016・2020 - ）、堀之内元（2015）、とよしまアタル（2015）、永居慎平（2015・2022）、園田雅裕（2015）、川崎逸朗（2015）、西村昭子（2015 - 2016）、五月女誠子（2015 - 2018）、寺田和男（2016 - 2018・2020）、小柴純弥（2016 - 2017）、大野和寿（2016）、川越淳（2016・2019・2022 - 2024）、鈴木孝聡（2016 - 2017）、金子伸吾（2017・2019・2023 - 2024）、高橋謙仁（2017）、三上喜子（2017）、鳥羽明子（2017・2020）、岩田義彦（2017）、木野雄（2017・2019 - ）、山口晋（2017 - 2019）、岡野慎吾（2017 - 2018）、鈴木大司（2017 - 2022）、堂山卓見（2017 - 2019）、もりたけし（2018）、小笠原卓也（2019・2023）、佐野隆史（2019 - 2022・2024 - ）、ひのもとひろし（2019 - 2020）、くずおかひろし（2019・2021）、新井宣圭（2020）、杉島邦久（2020 - 2021）、ソエジマヤスフミ（2021）、岩岡夢子（2021 - 2024）、加藤敏幸（2021）、平池芳正（2021）、藤間謙太（2021）、森山瑠潮（2021 - ）、関野関十（2021）、八木郁乃（2021・2022）、山口務（2022）、奥田誠治（2022）、竜恩遠（2022）、小林彩（2022）、神戸佑太（2022）、森山博幸（2022）、平井峰太郎（2022 - 2024）、大島克也（2022 - ）、斉藤光（2023）、江﨑好絵（2023）、新井美穂（2024）、藤井康晶（2024）、入好さとる（2024 - ）、福田裕也（2025） |
| 演出              | 寺本幸代（2005 - 2006・2008 - 2009・2014・2022）、善聡一郎（2005・2008・2018 - 2019・2021）、楠葉宏三（2005 - 2007・2012 - 2016）、鈴木卓夫（2005 - 2006）、釘宮洋（2005 - 2017）、やすみ哲夫（2005）、宮本幸裕（2005 - 2006）、塚田庄英（2005 - 2010）、安藤敏彦（2005 - 2011）、古屋勝悟（2005 - 2006）、玉野陽美（2005）、三宅綱太郎（2005 - ）、佐土原武之（2005・2016 - 2017）、三家本泰美（2005 - 2007）、腰繁男（2005 - 2023、2025）、渡辺温子（2005 - 2007）、キャロライン・キング（2006）、秦義人（2007 - 2010）、細谷秋夫（2007）、矢嶋哲生（2007 - 2009）、八鍬新之介（2007 - 2012・2017）、山岡実（2007 - 2009・2013 - 2014・2020 - 2022）、松園公（2007 - 2008）、高橋渉（2008 - 2012）、江島泰男（2008）、大杉宜弘（2008・2010・2016）、佐藤真人（2008 - 2009）、鹿島典夫（2008・2021 - ）、松田てつあき（2009）、吉野芙紀（2009 - 2011）、松村樹里亜（2009 - 2011）、宮下新平（2009 - 2010）、鈴木孝義（2010 - 2012）、鈴木洋介（2010）、今井一暁（2010 - 2016）、パクキョンスン（2011・2016・2018・2022・2023）、しのみやすゆき（2011 - 2012）、西田健一（2011 - 2016）、小原唯（2012 - 2016）、矢花馨（2012 - 2013）、吉田光春（2012・2014）、村野佑太（2012）、大宅光子（2013）、高橋敦史（2013 - 2015）、福本潔（2013）、根岸宏樹（2013）、古賀一臣（2013 - 2014）、氏家友和（2013 - ）、敷島博英（2014）、佐々木純人（2014）、鈴木孝聡（2014 - 2017）、藤田健太郎（2015）、大塚隆寛（2015）、小倉宏文（2015 - 2016）、とよしまアタル（2015）、石井希美（2015 - 2016）、横田一平（2016）、岩田義彦（2016 - 2020）、高橋謙仁（2016 - 2017）、大野和寿（2016）、三上喜子（2016 - 2017）、金子祥之（2016 - 2017）、飯村正之（2017）、五月女有作（2017 - 2021）、山口晋（2017 - 2018）、岡野慎吾（2017）、堂山卓見（2017 - 2019）、大賀まこと（2018）、八木郁乃（2018 - 2019・2021）、うえだしげる（2018）、藤倉拓也（2018 - 2022）、形部正（2018）、鈴木大司（2018・2020 - ）、木野雄（2018 - 2019）、今村洋輝（2019）、大島克也（2019 - ）、酒井和男（2019）、岩岡夢子（2020 - 2022）、斉藤秀二（2020 - 2021）、小林彩（2020 - 2023）、白幡良志之（2021）、森山瑠潮（2021 - ）、新井美穂（2021 - 2024）、粟井重紀（2022 - ）、谷口工作（2022）、池野華乃（2022 - ）、小笠原卓也（2022・2023）、松永浩太郎（2022 - 2023）、江上潔（2023 - ）、いのうえだいすけ（2023 - ）、藤代和也（2024）、勝間田容督（2024 - ）、大江峰生（2024）、角原勇輝（2024 - ）、日下部優樹（2024 - ）、中村優香（2024）、加藤大緒（2025） |
| キャラ設定        | 吉田誠（2017 - 2019・2021・2023 - ）、小西富洋（2017 - ）、三輪修（2017 - 2018）、田中薫（2017 - ）、大杉宜弘（2017 - 2019）、嶋津郁雄（2017 - 2021）、丸山宏一（2017 - 2019・2021 - ）、藤原巧和（2017 - 2021）、小川一郎（2017 - 2018）、山森英司（2017 - 2018）、鄧佳湄（2018）、岡野慎吾（2018）、中本和樹（2018・2020）、志村隆行（2018 - ）、山口晋（2018）、そ〜とめこういちろう（2018）、土屋祐太（2018 - 2019）、大橋賢史（2018）、三宅鋼太郎（2018）、秋山めぐみ（2019 - ）、小澤早依子（2019）、神戸佑太（2019）、氏家友和（2020 - 2021）、チャ ミョンジュン（2020）、佐藤利幸（2020）、藤田優奈（2020 - 2022、2025）、つくしやま（2021）→森山瑠潮（2025）、内田シンヤ（2021）、清水としゆき（2021）、鈴木勤（2021・2023）、八木郁乃（2021）、渡部由紀子（2021 - 2023）、篠塚滉平（2021・2022、2024 - ）、植田千湖（2021）、鈴木大司（2021）、岩永大蔵（2023 - ）、加来哲郎（2024）、千葉ゆみ（2024）、加藤祐子（2024）、五十嵐直子（2024 - ）、福田裕也（2024 - ）、岡田絵里香（2024）、飛澤光昭（2024）、ビュハガシュウ（2025）、鈴木紗英子（2025）、堀江佑（2025）、小山英二（2025）、海老原尚樹（2025） |
| プロップ設定      | 桝田浩史（2018）、篠塚滉平（2024）、ビュハガシュウ（2025）、鈴木紗英子（2025）、原夕佳（2025） |
| 美術設定          | 知本祐太（2024 - ）、川田紘之(VIGORE)（2024 - ）、株式会社クリープ（2024 - ）、清水としゆき（2025年） |
| 作画監督          | 嶋津郁雄（2005 - ）、金子志津枝（2005）、吉田優二郎（2005）、乙幡忠志（2005）、菅野智之（2005）、服部憲知（2005）、久保園誠（2005 - 2010・2014 - 2015）、富永貞義（2005 - 2009）、中村英一（2005 - 2007）、西本真弓（2005 - 2006）、針金屋英郎（2005）、古屋勝悟（2005）、原勝徳（2005）、志村隆行（2005 - ）、間々田益男（2005）、田中薫（2005 - ）、丸山宏一（2006 - 2013・2017・2019 - ）、桜井このみ（2006 - 2009）、古沢英明（2007 - 2009）、徳田夢之介（2007）、吉田誠（2008 - ）、大杉宜弘（2008・2016）、矢野裕一郎（2008）、三輪修（2009 - 2014・2016 - 2019・2022 - 2023）、小杉菜穂子（2009）、遠藤良恵（2009 - 2012）、鈴木まりあ（2010 - 2011）、をがわいちろを（2010 - 2012）、高木晴美（2010）、岡野慎吾（2010 - 2012）、小野慎哉（2011 - 2020）、岡迫亘弘（2011）、中本和樹（2011 - 2013・2016 - 2021）、小澤辰則（2012 - 2015）、澤田裕美（2012 - 2013）、善玉琴（2012）、芳川弥生（2012・2014）、生野裕子（2012・2014）、一居一平（2013）、尾形健一郎（2013）、菊地功一（2013 - 2014）、小林一幸（2013 - 2014・2016）、田中保（2013）、松村美佳（2013 - 2015・2017）、竹内アキラ（2014）、小西富洋（2014 - 2023）、伊勢奈央子（2014 - 2015）、山下晃（2015）、島崎克実（2015）、加藤健二（2015）、西村昭子（2015 - 2016）、南伸一郎（2015）、小島秀人（2015）、奥村シロウ（2015）、佐藤道雄（2015）、上野卓志（2015）、小野可奈子（2015）、堀江佑（2015・2022 - ）、叶内孝行（2015）、鍋田香代子（2015 - 2017）、清山滋崇（2015）、川重希（2016 - 2017・2021・2022）、大石健二（2016）、鈴木勤（2017）、藤原巧和（2017 - 2018）、小橋弘侑（2018）、福田のりゆき（2018）、加藤初重（2018）、村上直紀（2018）、江上夏樹（2018）、桝田浩史（2018）、小林麻衣子（2018）、小澤早依子（2019）、秋山めぐみ（2019・2020）、藤田優奈（2020・2022 - ）、岡昭彦（2020）、大川義史（2020）、青野厚司（2020）、チャ ミョンジュン（2020）、岩永大蔵（2020 - ）、篠塚滉平（2020 - ）、渡辺まゆみ（2020）、今野幸一（2021）、吉田肇（2021）、木村あさひ（2021）、槙田一章（2021）、島崎知美（2021）、荒牧園美（2021）、ほしのたね（2024）、はしもとかつみ（2024）、アベ正己（2024）、牧野清香（2024）、安斉佳恵（2024 - ）、鈴木伸一（2024）、蕭宇庭（2024）、YABES（2024）、長島崇（2025）、桝井一平（2025）、HAN HYEON JI（2025）、小西亜実（2025）、海老原尚樹（2025） |
| キャラ作監        | 長島崇、吉田誠、篠塚滉平、丸山宏一、岩永大蔵、田中薫 |
| 動画検査 動画監督 | 大野順子（2005）、藤野京子（2005 - 2006、2011 - ）、千葉孝幸（2005）、菊池一真（2005）、桜沢裕美（2005 - 2017）、武山麻衣子（2005）、小杉菜穂子（2005）、山下宗幸（2006 - 2013、2015 - ）、黒川祥一（2006、2008 - 2011）、鈴木まりあ（2006 - 2008）、遠藤良恵（2007 - 2008）、石原恵子（2007）、三谷暢之（2007 - 2008）、沖田博文（2007 - 2008）、樋口紀美彦（2008）、いけむれあきこ（2008）、大宮夏美（2008 - 2010）、村上由佳（2008）、石川友子（2008 - 2009）、井上信重（2008 - 2010）、寺田真佐子（2008）→寺田眞佐子（2020 - ）、三谷悦郎（2008 - 2009）→三谷悦朗（2009 - 2011）、福田裕行（2008）、大原真琴（2009、2010）、町田佳代（2009）、松村美佳（2009）、武捨春菜（2010）、小田道子（2010 - 2011）、梅林由加里（2010、2014、2018）、長谷川夏美（2010）、小田慎哉（2010）、堀江佑（2011 - 2012）、千々岩杏花（2011 - 2013）、原鐡夫（2012、2014）、髙士亜衣（2012 - 2013）、傅沙織（2013）、屋宜優（2013 - 2015）、加藤晶久（2013 - 2014）、 江川陽司（2013）、國井実可子（2013 - 2014）、宮本美智子（2014 - 2015）、西村幸恵（2014）、八木綾乃（2014）、岸井沙織（2014）、甲斐根寛幸（2014、2016）、川重希（2014 - 2015）、長田雄樹（2015）、濱田友美（2015）、苗木優奈（2015）、長谷部なつみ（2015）、神谷由季（2015、2022）、高橋美由紀（2016 - 2018）、植田千湖（2016）、諸隈瑛美（2016 - ）、髙木渚（2017）、田中陽子（2017 - ）、竹内花純（2018）、三田陽子（2018）、遠藤法子（2018）、西原沙紀（2018）、安本乃涼（2018）、円田智世（2018）、丹羽彩乃（2019 - 2020）、堀之内梨絵（2019 - ）、田久保くま（2019 - 2020）、田中立子（2019）、鈴木良子（2020）、星英子（2020）、キム ジョンギュ（2020）、ク ジャチョン（2020）、小林麻理奈（2020 - 2021）、福住賢治（2021）、浜辺ゆき（2021）、黄薇霓（2021）、ゾンテン（2021）、山﨑理璃花（2021）、相澤茉莉（2021）、村山綾音（2021）、梶谷睦子（2021 - 2022）、柳谷華果（2022 - ）、木村光貴（2022 - 2024）、濱田夢子（2022・2025）、鈴木ひなの（2023 - 2024）、池田好花（2023 - ）、阿部温子（2024）、岩本明美（2024）、橋口菜々（2024 - ）、高橋望（2025）、渡邉真尋（2025）、中村直樹（2025）、山﨑大悟（2025）、原田百々花（2025）、張倍源（2025） |
| 色指定            | 宮本陽子（2005 - 2006）、佐々木雅人（2005）、あかほりくみこ（2005 - 2012、2021）、高橋友子（2005 - 2008、2010、2016）、吉田晴絵（2005 - 2009）、熊谷実穂（2005 - 2006）、上田明子（2006）、馬場裕美（2006 - 2007）、高橋めぐみ（2006 - 2007、2011、2013 - 2023）、石黒けい（2007）、矢代実菜子（2007 - 2012）、田中里佳（2007 - 2013）、倉内美幸（2007 - 2023）、草茄雅之（2008）、畑直道（2008）、山崎久美子（2008）、角野江美（2008）、吉田春加（2008）、野間口麻美（2008 - ）、境野雄太（2009）、田野美寿穂（2009 - 2012）、真壁源太（2009 - 2010）、山本智佳（2010）、南龍介（2010）、藤井瞳（2010）、竹内優太（2010）、横井未加（2010 - 2021）、長谷川瞬（2011）、沼畑さやか（2011 - 2012）、うすいこうぢ（2012 - ）、平出真弓（2012、2016）、野地弘納（2012）、山口由希子（2012 - 2013）、中村友香（2012 - 2013）、近藤直登（2013）、都甲晃子（2013）、石川直樹（2013）、竹内ゆり（2013 - 2017）、中島淑子（2014）、青木優佳（2014 - 2017）、貝森優一（2014）、吉岡友希（2015）、渡邉裕美（2015）、久納友香里（2015）、村上由恵（2015）、上村貴子（2015）、木村涼（2015 - 2016）、前島渚（2016 - 2018）、孟潔（2017）、井端直哉（2017 - 2019）、土屋智（2018）、瀬戸治子（2018）、伊藤唯（2018）、中里洋介（2018）、高木雅人（2018）、関野響子（2018 - 2020）、大枝優斗（2019 - 2020）、松林彩（2020）、中村里沙（2020）、小日置知子（2020 - ）、宮本律希（2020 - 2024）、大野嘉代子（2020 - 2021）、鷲見淳兵（2021 - ）、和田舞奈（2021 - ）、浦上裕美（2021 - ）、三澤桃乃（2021）、田尻佳奈子（2021）、松浦沙恵（2022 - ）、松浦晴花（2022・2024・2025）、清田真由（2022）、曽我早紀子（2024）、阿彦真凛（2024）、真水由貴（2024）、阿部温子（2024）、長岡柚衣（2024）、中村華子（2024・2025）、張綺旻（2024・2025）、猪又菜美（2024）、井髙幸奈（2024・2025）、棚辺絵里加（2025）、小栁寿志（2025）、安藤由香里（2025）、小幡幸晴（2025） |
| 特殊効果          | 伊藤敦子（2008 - ）、笛吹康二（2008 - 2012）→うすいこうぢ（2012 - 2021、2024 - ）、佐藤香織（2011 - 2013）、太田良之（2013、2020）、吉岡友希（2015）、木村涼（2015）、横井未加（2016）、志賀翔子（2016）、チーム・タニグチ（2019）、谷口久美子（2019）小林香織（2019）、糸川敬子（2019）、松林彩（2020）、中村里沙（2020）、小日置知子（2020）、浦上裕美（2021） |
| デジタルペイント  | ベガエンタテイメント（2005 - ）、Wish（2005 - ）、スタジオ・タージ（2005 - ）、スタジオ・ロード（2010 - ）、すたじおかぐら（2021 - ）、ライトフット（2021 - ）、R.I.C（2024）、マジックバス（2024 - ） |
| 背景              | アトリエ・ローク→アトリエローク07（2005 - ）、ベガエンタテイメント（2005 - ）、Beam Studio（2013 - 2019・2023）、SAKO（2015 - 2016・2023）、スタジオユニ（2018 - ）、すえぞう（2020 - ）、STUDIO SEY（2020 - ）、ヤマダアンコールアニメーション（2021・2023 - ）、GACHI PRODUCTION（2021 - ）、スタジオじゃっく（2021 - ）、MOTIVE（2022 - ）、NARA Animation（2022 - ）、スタジオSuuuu（2023 - ）、STUDIO KAORI（2025） |
| コンポジット撮影  | アニメフィルム（2005 - ）、ベガデジタル（2005 - ）、ライトフット（2020 - ）、Production CK（2022 - ）、マジックバス（2024 - ）、レアトリック（2025） |
| 2Dワークス        | ゆめ太カンパニー - 大西景子（2024 - ） |
| 3DCG制作          | オクティグラフィカ（2016、2017 - ） |
| 制作協力          | ベガエンタテイメント（2005 - ）、マジックバス（2024 - ） |

### スタッフ(2班)
2023年より制作チームが2班体制になった事に伴い、4月22日放送回以降より新たに加わった制作チームでは副監督と脚本・絵コンテ・演出・作画監督・背景・コンポジット撮影・制作協力は従来と異なるスタッフが担当する（2班体制以前に携わっていたスタッフが2班へ移行、降板していたスタッフが2班の新設を機に復帰して担当する場合もある）。また、2班では2024年6月8日放送回まで従来の制作チームでは設けられていなかったキャラ作監が存在した。
| 副監督           | パクキョンスン |
| 脚本             | 福島直浩、待田堂子                                                                                                  |
| 絵コンテ         | パクキョンスン、誌村宏明、藤原良二、高柳哲司、鈴木卓夫、小笠原卓也                                                  |
| 演出             | パクキョンスン、牛草健、又野弘道、泉保良輔、鈴木卓夫、岩田義彦、月野正志、工藤早秋                                  |
| 作画監督         | 丸山宏一、田中薫 |
| 背景             | すえぞう、GACHI PRODUCTION、NARA Animation、クリープ、Creative Freaks、スタジオユニ、ヤマダアンコールアニメーション |
| コンポジット撮影 | ライトフット |
| 制作協力         | マジックバス、ZEAL VISION                                                                                           |

### 以前携わっていたスタッフ
| 総監督                             | 楠葉宏三 |
| チーフディレクター                 | 大杉宜弘 → 善聡一郎 |
| キャラ設定                         | 渡辺歩 → 渡辺歩、富永貞義 → 丸山宏一、富永貞義 → 富永貞義 → 富永貞義、吉田誠 |
| 総作画監督                         | 丸山宏一 → 丸山宏一、三輪修 → 三輪修 |
| 総作画監督補佐                     | 金子志津枝 |
| 時代考証                           | 藤村シシン |
| 時代考証助手                       | 星野香菜彦 |
| デザイン協力                       | 石垣純哉 |
| ビデオ編集                         | 東京現像所 - 山本洋平、大谷美香子 → 山本洋平、菊池亮 → 菊池亮、藤田拓弥 → 菊池亮、宮城重夫 → 菊池亮、藤田拓弥 → 菊池亮、今野未樹也 → 藤田拓弥、今野未樹也 → 菊池亮、今野未樹也 → 菊池亮、藤田拓弥、今野未樹也 → 菊池亮、今野未樹也 |
| 色彩設計補佐                       | 浦上裕美 |
| デジタルペイント                   | スタジオエル（2013 - 2014・2019 - 2020・2024）、White Line（2020）、旭プロダクション（2015・2020 - 2021・2023） |
| 2Dワークス（2022） 2Dworks（2023） | CloverWorks - 本倉悠介（2022） 濱中亜希子（2023） |
| 美術設定                           | 川井憲（2017 - 2018） |
| 美術監督補佐                       | 湖山真奈美 |
| 美術                               | 三宅昌和（2020）、清水としゆき |
| 背景                               | スタジオ・ルーファス（2006 - 2017）、Q&M.studio（2007 - 2010）、E-CHO（2010 - 2011・2016 - 2017）、Studio Haivichi（2013）、KLAS（2015）、ムクオスタジオ（2015）、ヘッドワークス（2016）、スタジオ誉（2016 - 2017）、アトリエブーカ（2016）、手塚プロダクション（2017）、スタジオアクア（2018）、P.A.C（2018）、STUDIO MASSKET（2018）、MarBean Animation（2018）、アトリエマカリア（2018）、White Line（2018）、Marvy Jack（2019）、チーム・ティルドーン（2020）、SHARP Entertainment（2020 - 2021）、STUDIO SEA（2020）、デザインオフィスメカマン（2020 - 2021）、K.J studio（2021 - 2022）、スタジオ心（2022）、アートチーム・コンボイ（2022）、ARTMAX（2023）、スタジオ・イースター（2023 - 2024）、HIJIRI（2023 - 2024）、小倉工房（2023 - 2024） |
| コンポジット撮影                   | ノーサイド（2005 - 2006）、M.S.C（2015 - 2017）、旭プロダクション（2015 -2016）、Tplus（2018・2021）、アニモキャラメル（2018）、チップチューン（2018）、ぎゃろっぷ（2020）、スタジオギガ（2021）、スタジオエル（2021・2024）、Acca effe（2022）、CloverWorks（2023） |
| 撮影協力                           | スキャン屋（2016）、スタジオエル（2019）、ぎゃろっぷ（2019 - 2020）、アニメフィルム（2019）、Tplus（2020） |
| 3DCG制作                           | IKIF+、シンエイ動画（堤規至） |
| レコーディングスタジオ             | APU MEGURO STUDIO |
| 広報担当                           | 加藤二奈 → 中村雪浩、千葉晶子（テレビ朝日） |
| 企画協力                           | 安達元一 |
| 制作協力                           | ノーサイド（2005 - 2006）、陸演隊（2005）、フロントライン（2005）、OLM TEAM IWASA（2005）、動画工房（2007 - 2013）、ライジングフォース（2008）、アイムーヴ（2008）、仕事主義（2009）、亜細亜堂（2012 - 2014）、スタジオエル（2013 - 2014・2024）、ぎゃろっぷ（2014）、M.S.C（2015 - 2017）、旭プロダクション（2015 - 2016）、スタジオキャブ（2018）、十文字（2018）、SIGNAL.MD（2018）、A-Real（2020）、SynergySP（2020 - 2021・2024）、佐々木崇之（2024） |

### 以前携わっていたスタッフ(2班)
| アシスタントプロデューサー | 中村和喜（シンエイ動画） |
| 制作デスク                 | 谷澤吉紀 |
| プロデューサー             | 齋藤敦（シンエイ動画） |
| 作画監督                   | 菊地華子、鷲田敏弥、矢吹英子、KIM HYUN KYUNG、JUNG JIN YUNG、CHOI HEE EUN、HA YUN JUNG、熊谷香代子、川口弘明、西山華怜、清水恵蔵、山本径子、安斉佳恵、キムデフン、ハンウンミ（Han Eun-mi）、Jung Jinyoung、Cho Mijung、Ha Yeonjung、Kim Jinyung、GO U IL、JO MI JUNG、KIM HYUN KYOUNG、Choi Eun-yeong、長島崇、なかじまちゅうじ、羽野広範、Revival、无锡旭阳动画制作有限公司、那須野文、榎本彩芽 |
| キャラ作監                 | 長島崇、黒崎知栄実、大武正枝、矢吹英子 |
| 動画検査                   | 黄薇霓、西村旺、竹口凛太郎、本田亥輝、小島李々花、中村直樹、チョェユンヒ（Choe Yun-hui）、柚木美那、外園耕一、羽野広範、李偉誠、鈴木富美子、Jang Chul-Ho（DR MOVIE） |
| 色指定                     | 喜多原絵理、岡田礼、安藤由香里、張綺旻、ノスングム（Noh Soon-gum）、平山理子、管野宏香、井上英子、Lee Bong-Ju（DR MOVIE） |
| デジタルペイント           | J-CUBE ANIMATION、GAON NURI、武遊、Revival、RadPlus、DR MOVIE |

## オープニングテーマ
本作は諸事情により初回放送から2017年7月7日放送分まではオープニングテーマに全てのスタッフ・クレジットを集約していた。そのため、OPとEDが両方放映されることはなく、特定のアーティストが存在する決められたエンディングテーマは存在しない。
2017年7月28日の放送分から（第2作第1期の2005年3月11日の放送分）以来約12年ぶりにテロップが集約されなくなった。
|   | 曲名                                                    | 歌手 | 作詞・作曲                                            | 放送期間 | 備考 |
| - | ------------------------------------------------------- | --- | ----------------------------------------------------- | --- | --- |
| 1 | ドラえもんのうた                                        | 演奏 - 女子十二楽坊                                                                                      | 作詞 - 楠部工 作曲 - 菊池俊輔 編曲 - 西脇辰弥         | 2005年4月15日 - 2005年10月21日 | インストゥルメンタル版。カラオケ字幕あり。初回（2005年4月15日 ）から2005年10月21日放送分まで使用。また、NEWテレビ版ドラえもんでのDVDラベル及びテレ朝チャンネル版では同曲は使用されておらず『ハグしちゃお』に差し替えられている。 |
| 2 | ハグしちゃお                                            | 夏川りみ                                                                                                 | 作詞 - 阿木燿子 作曲 - 宇崎竜童 編曲 - 京田誠一       | 2005年10月28日 - 2007年4月20日 | 2005年10月28日放送分から2007年4月20日放送分まで使用。現在、テレ朝チャンネル版では同曲は使用されておらず『夢をかなえてドラえもん』に差し替えられている。 |
| 3 | 夢をかなえてドラえもん                                  | 歌 - mao コーラス - ひまわりキッズ                                                                       | 作詞・作曲 - 黒須克彦 編曲 - 大久保薫                 | 2007年5月11日 - 2011年7月15日 2014年9月12日 - 2018年1月26日 2018年3月9日 2018年4月13日 2019年9月6日 2024年11月16日 - 2024年12月7日 2024年12月21日 2025年2月8日 2025年3月15日 2025年4月26日 2025年5月10日 -              | 2007年5月11日放送分から2018年4月13日放送分までオープニングとして継続的に使用された。その後オープニングとしての使用がない期間が続き、2019年9月6日放送分で1年半ぶりに使用され、2024年11月16日からまた使用されている。2008年以降エンディング使用期間は休止 されていたが、2024年11月16日からはエンディング使用期間も使用されている。またNEWテレビ版ドラえもんでのDVDラベル及びテレ朝チャンネル版では現在も同曲の使用を継続している。 オープニングアニメーション 1. 2007年5月11日放送分から2009年4月3日放送分まで使用したもの。 2. 2009年5月1日放送分から2009年9月18日放送分まで使用したもの。 3. 2009年10月16日放送分から2010年3月26日放送分まで使用した「映画30周年記念バージョン」については後述2010年4月23日放送分から2017年6月30日放送分まで使用したもの（2011年7月15日から休止、2014年9月12日より復活）。なお、2011年4月29日放送分よりイントロとサビの一部をカットしたバージョンが使用されていた。 4. 2017年7月28日放送分から2018年4月13日放送分まで使用したもの。 5. 2024年11月16日放送分から2025年6月28日放送分まで使用したもの「映画45周年記念バージョン」については後述。なお、イントロとサビの一部をカットしたバージョンが使用されている。 6. 2025年7月5日放送分から使用されているもの。なお、イントロとサビの一部をカットしたバージョンが使用されている。 |
| 4 | ひまわりの約束                                          | 秦基博                                                                                                   | 作詞・作曲 - 秦基博 編曲 - 秦基博・皆川真人           | 2014年8月1日 - 2014年8月29日 | STAND BY ME ドラえもん主題歌。2014年8月1日放送分から2014年8月29日放送分まで使用。 |
| 5 | 夢をかなえてドラえもん - キャラクター・ソングバージョン | ドラえもん（水田わさび） のび太（大原めぐみ） しずか（かかずゆみ） ジャイアン（木村昴） スネ夫（関智一） | 作詞・作曲 - 黒須克彦 編曲 - 沢田完                   | 2014年10月17日 2014年11月21日 2014年11月28日 | 2014年10月17日、11月21日、11月28日放送分のみ使用。 |
| 6 | ドラえもんのうた 40th                                   | ドラえもん（水田わさび） のび太（大原めぐみ） しずか（かかずゆみ） ジャイアン（木村昴） スネ夫（関智一） | 作詞 - 楠部工 作曲 - 菊池俊輔 編曲 - 常田真太郎       | 2019年4月5日 2019年4月19日 | 2019年4月5日、4月19日放送分のみ使用。 |
| 7 | ドラえもん                                              | 星野源                                                                                                   | 作詞・作曲・編曲 - 星野源 間奏作曲 - 菊池俊輔         | 2019年10月5日 - 2023年1月7日 2023年 2月4日 - 2月18日 3月11日 - 6月17日 7月1日 7月22日 7月29日 8月26日 9月9日 9月23日 10月7日 10月28日 11月4日 11月21日 2024年 3月16日 5月11日 - 5月25日 8月17日 8月31日 9月21日 11月2日 | 2019年10月5日放送分から2024年11月2日放送分まで使用された。オープニングアニメーションは、川北桃子プロデューサーの「とにかく攻めてほしい」というオーダーのもと依田伸隆の監督で制作され、大きな反響を呼んだ。星野によると、もともと1年間のみの契約だったが、好評のため1年ずつ更新され、結果約5年続いたという。2020年4月25日放送分から10月3日放送分までは『ドラえもん のび太の新恐竜』に伴いデザインが変わっていた。またNEWテレビ版ドラえもんでのDVDラベル及びテレ朝チャンネル版 では2019年10月5日放送回以降も引き続き『夢をかなえてドラえもん』が使用されているため、同曲の使用範囲は主に地上波及びBSでの放送に限られる。2023年1月14日放送分から同年8月12日放送分は尺の都合により不定期にオープニングが休止される事があった。同年8月19日放送分以降は隔週で休止されるようになった。 |
| 8 | スケッチ                                                | あいみょん                                                                                               | 作詞・作曲 - あいみょん 編曲 - 立崎優介・田中ユウスケ | 2025年4月12日 | のび太の絵世界物語の主題歌。2025年4月12日放送分では、エンディングがなかったため、オープニングに全てのスタッフ・クレジットを集約していた。 |

- 2007年7月からアバンパートを入れたため、オープニングアニメーションを流すタイミングを変えている。
- 映画公開中または映画公開間際になるとその年の映画のオープニングアニメーションが使われることがある。
- 上記の休止期間中は、夏限定のエンディング「踊れ・どれ・ドラ ドラえもん音頭」を流している。
- 2013年10月18日、25日放送分では、同年8月に実施された「夏休みアニメ祭り」の視聴者プレゼント企画に当選した応募者の通う幼稚園へドラえもんが訪問した時の様子が放送された。
- エンディングを使用しているときはオープニングは流れず、エンディングにキャスト・スタッフがクレジットされる。※2017年7月7日まで
- 2017年7月28日の放送分よりオープニングとエンディングをテロップを集約せずに使用。

### オープニングアニメーション 映画30周年記念バージョン
2009年10月16日放送分から2010年3月26日放送分まで使用。それぞれの映画作品の予告編映像を用いている。
1. 『ドラえもん のび太の恐竜』（2009年10月16日放送分から2009年10月30日放送分まで使用, DVD41）
2. 『ドラえもん のび太の宇宙開拓史』 - 『ドラえもん のび太の海底鬼岩城』（2009年11月6日放送分にて使用, DVD42）
3. 『ドラえもん のび太の魔界大冒険』 - 『ドラえもん のび太と鉄人兵団』（2009年11月13日放送分にて使用, DVD43）
4. 『ドラえもん のび太と竜の騎士』 - 『ドラえもん のび太の日本誕生』（2009年11月20日放送分にて使用, DVD44）
5. 『ドラえもん のび太とアニマル惑星』 - 『ドラえもん のび太と雲の王国』（2009年11月27日放送分にて使用, DVD45）
6. 『ドラえもん のび太とブリキの迷宮』 - 『ドラえもん のび太の創世日記』（2009年12月4日放送分にて使用, DVD46）
7. 『ドラえもん のび太と銀河超特急』 - 『ドラえもん のび太のねじ巻き都市冒険記』（2009年12月11日放送分にて使用, DVD47）
8. 『ドラえもんアニバーサリー25』（2009年12月31日放送分にて使用）
9. 『ドラえもん のび太の南海大冒険』 - 『ドラえもん のび太の太陽王伝説』（2010年1月8日放送分にて使用, DVD48）
10. 『ドラえもん のび太と翼の勇者たち』 - 『ドラえもん のび太のワンニャン時空伝』（2010年1月15日放送分にて使用, DVD49）
11. 『映画ドラえもん のび太の恐竜2006』 - 『映画ドラえもん 新・のび太の宇宙開拓史』（2010年1月22日放送分にて使用, DVD50）
12. 『映画ドラえもん のび太の人魚大海戦』（2010年1月29日放送分から3月26日放送分まで使用。3月5日放送分より映像変更）

### オープニングアニメーション 映画45周年記念バージョン
2024年11月16日放送分から使用。それぞれの映画作品の映像を用いている。
1. 『ドラえもん のび太の恐竜』（2024年11月16日放送分から2024年11月30日まで使用。2024年12月7日放送分より映像変更）
2. 『ドラえもん のび太の海底鬼岩城』（2024年11月16日から2024年11月30日まで使用。）
3. 『ドラえもん 新・のび太の日本誕生』（2024年11月16日放送分から2024年11月30日まで使用。）
4. 『ドラえもん のび太のワンニャン時空伝』（2024年11月16日放送分から2024年11月30日まで使用。）
5. 『ドラえもん のび太の南極カチコチ大冒険』（2024年11月16日放送分から2024年11月30日まで使用。）
6. 『ドラえもん のび太の大魔境』（2024年11月16日放送分から2024年11月30日まで使用。）
7. 『ドラえもん のび太の月面探査機』（2024年11月16日放送分から2024年11月30日まで使用。）
8. 『ドラえもん 新・のび太と鉄人兵団 〜はばたけ_天使たち〜』（2024年11月16日放送分から2024年11月30日まで使用。）
9. 『ドラえもん のび太のひみつ道具博物館』（2024年11月16日放送分から2024年11月30日まで使用。）
10. 『ドラえもん のび太の宝島』（2024年11月16日放送分から2024年11月30日まで使用。）

## エンディングテーマ
本作ではオープニングテーマとエンディングテーマが両方流れることは少なく、基本的にエンディングテーマの時間はミニコーナーの放送や映画の宣伝に充てられていた。そのため、当初エンディングテーマは夏限定で「踊れ・どれ・ドラ　ドラえもん音頭」を放送するのみであった。
2011年10月以降、オープニングテーマの扱いが不安定になり、オープニングテーマである「夢をかなえてドラえもん」が番組の最後に放送されることも多くなった。
2019年8月30日放送分まではエンディングテーマが放送される場合は、オープニングテーマがカットされることが殆どであった。2012年から2019年までの映画公開期には、オープニングテーマをカットし、エンディングテーマとして映画主題歌を放送していた。
2017年7月28日放送分以降、オープニングへのテロップ集約が行われなくなった。そのため、オープニングとエンディングの両方が流れることが多くなっている。
2017年7月28日から2018年4月13日、2019年4月5日、4月19日、9月6日、2020年1月11日から10月3日、10月17日から2022年3月12日、3月26日から5月7日から7月23日、8月6日、8月13日、9月10日から、2023年1月7日、2月4日から2月18日、3月11日から6月17日、7月1日、7月22日、7月29日、8月26日、9月9日はオープニングを省略せずにエンディングを流している。
|    | 曲名 | 歌手 | 作詞・作曲 | 放送期間 | 備考 |
| -- | --- | --- | --- | --- | --- |
| １ | 踊れ・どれ・ドラ ドラえもん音頭（2007年は 踊れ・どれ・ドラ ドラえもん音頭2007、2017年以降は 踊れ・どれ・ドラ ドラえもん音頭2017） | 歌 - ドラえもん（水田わさび） コーラス - 森の木児童合唱団                                                                                     | 作詞 - マイクスギヤマ 作曲・編曲 - 沢田完                                                                                                   | 2005年8月5日 - 10月21日 2007年6月29日 - 8月17日 2008年7月11日 - 8月8日 2009年7月17日 - 8月14日 2010年7月9日 - 8月13日 2011年8月5日 - 8月26日 2012年8月10日 - 8月24日 2013年8月9日 - 8月30日 2017年8月4日・8月18日・8月25日 2018年7月20日・7月27日・8月10日 - 8月31日 2019年7月19日・8月9日・8月23日 2022年8月20日・8月27日 2023年8月12日・8月19日・8月26日 2024年7月13日・8月3日 - 8月24日 2025年7月12日・7月19日・8月2日 - | 2005年と2007年は、歌とアニメのみ（オープニングあり）。2008年以降はキャストとスタッフのクレジットも流れる（オープニングなし）。2017年はオープニングあり。 音頭の振付は「踊れ・どれ・ドラ ドラえもん音頭」と「踊れ・どれ・ドラ ドラえもん音頭2007」は真島茂樹が、「踊れ・どれ・ドラ ドラえもん音頭2017」は振付稼業air:manが担当している。 |
| 2  | ドラえもん絵かき歌（2017年放送版では ドラえもん えかきうた）                                                                      | ドラえもん（水田わさび） | 作詞 - 楠部工 作曲 - 菊池俊輔 編曲 - 沢田完                                                                                                 | 2010年4月23日 - 9月17日 2017年9月8日・9月15日 2018年1月7日・5月11日 - 7月6日 2022年5月14日 - 6月4日 2024年9月14日 - 9月28日 2024年11月16日 - 12月7日 2025年5月24日・5月31日・7月5日 | W杯の特別企画では、田中マルクス闘莉王、中村俊輔が絵かき歌に挑戦した。 2010年使用時はキャストとスタッフのクレジットは流れなかったが、2017年、2018年に使用された際はクレジットも流された（ドラえもん えかきうた は作詞〜歌表記が無いかわりに演出・作画がクレジットされている）。 |
| 3  | F組あいうえお | 小林由美子とF思議な仲間たち | 作詞 - 斉藤謙策 作曲・編曲 - ジャック・伝ヨール                                                                                             | 2011年9月9日 - 12月16日・2012年9月14日・2013年7月5日 | 歴代藤子F作品を紹介していく歌で、ドラえもん以外のキャラクター達もエンディング中に多数登場する。テレビサイズは1番のみ。 1番 - あ『ドラえもん』、い『パーマン』、う『エスパー魔美』、え『キテレツ大百科』、お『オバケのQ太郎』 2番 - か『ジャングル黒べえ』、き『モジャ公』、く『バケルくん』、け『宙犬トッピ』と『バウバウ大臣』、こ『モッコロくん』、 3番 - さ『21エモン』、し『ポコニャン』、す『ウメ星デンカ』、せ『チンプイ』、そ『みきおとミキオ』 |
| 4  | 夢をかなえてドラえもん | 歌 - mao コーラス - ひまわりキッズ | 作詞・作曲 - 黒須克彦 編曲 - 大久保薫 | 2011年12月30日 - 2012年1月27日・4月27日 - 5月18日・6月1日・9月7日・12月7日 2013年5月10日 - 6月21日・9月6日・10月18日 - 12月6日・12月30日 2014年6月20日 2015年5月8日 - 10月23日 2018年9月14日 2019年3月15日 2024年11月9日 | イントロとサビの一部をカットしたバージョン。 エンディングアニメーション 1. 2011年12月30日放送分から2015年10月23日放送分まで使用したもの 2. 2018年9月14日放送分のみ使用したもの 3. 2019年3月15日放送分のみ使用したもの 4. 2024年11月9日放送分のみ使用したもの |
| 5  | 生きてる生きてくTv Ver. with 雅秋&フクラージョ                                                                                    | 福山雅治 | 作詞・作曲・歌 - 福山雅治 編曲 - 福山雅治、井上鑑                                                                                           | 2012年2月3日 - 3月30日、12月31日 | のび太と奇跡の島 〜アニマル アドベンチャー〜の主題歌 |
| 6  | ジャイアンにボエボエ | ジャイアン（木村昴） | 作詞・作曲 - マイクスギヤマ 編曲 - 沢田完                                                                                                   | 2012年6月15日・6月22日・7月6日、2013年6月14日、2024年6月8日、2025年6月7日、2025年6月21日 | |
| 7  | フレンド オブ ザ ハ〜ト | ジャイアン（木村昴） スネ夫（関智一） | 作詞・作曲 - マイクスギヤマ 編曲 - 沢田完                                                                                                   | 2012年11月2日・11月9日・11月23日、2023年7月8日・7月15日 | |
| 8  | 未来のミュージアム | Perfume | 作詞・作曲・編曲 - 中田ヤスタカ (capsule)                                                                                                   | 2013年1月11日 - 5月3日 | のび太のひみつ道具博物館の主題歌 |
| 9  | ハッピー☆ラッキー・バースデー! | ドラえもん（水田わさび） のび太（大原めぐみ） しずか（かかずゆみ） ジャイアン（木村昴） スネ夫（関智一）                                      | 作詞・作曲 - マイクスギヤマ 編曲 - 沢田完                                                                                                   | 2013年9月13日・2014年9月5日・2015年9月4日・2016年9月2日・2018年9月7日・2019年9月6日・2021年9月4日・2022年9月3日・2023年9月2日・2024年9月7日 | |
| 10 | 光のシグナル | Kis-My-Ft2 | 作詞 - せんせい（東京カランコロン） 作曲 - 中谷あつこ                                                                                       | 2014年1月17日 - 5月2日 | 新・のび太の大魔境 〜ペコと5人の探検隊〜の主題歌 |
| 11 | 夢をかなえてドラえもん(合唱バージョン)                                                                                            | ひばり児童合唱団 | 作詞・作曲 - 黒須克彦 編曲 - 沢田完 | 2014年5月16日 - 5月30日 | 新・のび太の大魔境 〜ペコと5人の探検隊〜の劇中歌 |
| 12 | 夢をかなえてドラえもん - キャラクター・ソングバージョン                                                                           | ドラえもん（水田わさび） のび太（大原めぐみ） しずか（かかずゆみ） ジャイアン（木村昴） スネ夫（関智一）                                      | 作詞・作曲 - 黒須克彦 編曲 - 沢田完 | 2014年10月24日 - 11月14日・12月5日 2022年10月1日 - 12月10日・12月31日 2023年5月13日・5月20日・9月9日・11月25日・12月31日 2024年5月11日 | イントロとサビの一部はカットされている。 エンディングアニメーション 2014年10月24日放送分から12月5日放送分まで使用したもの 2022年10月1日放送分より使用中のもの |
| 13 | 360° | 歌 - miwa コーラス - ドラえもん（水田わさび）、のび太（大原めぐみ）、しずか（かかずゆみ）、ジャイアン（木村昴）、スネ夫（関智一）             | 作詞 - miwa 作曲 - miwa & NAOKI-T 編曲 - NAOKI-T                                                                                            | 2014年12月30日 - 2015年4月24日 | のび太の宇宙英雄記の主題歌 |
| 14 | ひまわりの約束 | 秦基博 | 作詞・作曲 - 秦基博 編曲 - 秦基博・皆川真人                                                                                                 | 2015年8月21日・8月28日 | STAND BY ME ドラえもんの主題歌 |
| 15 | ウンタカダンス | エヴァ、棚橋弘至、真壁刀義、小島よしお、ツチダマ                                                                                              | 作詞・作曲・編曲 - 平野航 | 2015年10月30日 - 2016年2月19日・4月29日・5月6日 | 新・のび太の日本誕生の劇中歌。 2016年1月以降は歌詞が異なる。 |
| 16 | 空へ | 山崎まさよし | 作詞・作曲・編曲 - 山崎将義 | 2016年2月26日 - 4月22日 | 新・のび太の日本誕生の主題歌 |
| 17 | パオパオダンス | mao、ひばり児童合唱団 | 作詞 - マイクスギヤマ 作曲・編曲 - 沢田完                                                                                                   | 2016年10月28日 - 2017年3月17日 | のび太の南極カチコチ大冒険の劇中歌 |
| 18 | 僕の心をつくってよ | 平井堅 | 作詞・作曲・歌 - 平井堅 編曲 - 亀田誠治 | 2017年3月3日・4月14日・4月28日 | のび太の南極カチコチ大冒険の主題歌 |
| 19 | ありがとう、オーレ! | ジャイアン（木村昴） | 作詞 - 清水東 作曲・編曲 - TΛXI | 2017年6月9日・2018年6月15日・2019年6月14日・2024年6月1日・2025年6月28日 | |
| 20 | ドラえもん | 星野源 | 作詞・作曲・編曲 - 星野源 間奏作曲 - 菊池俊輔                                                                                               | 2018年2月2日 - 4月27日・2019年3月1日 | ドラえもん のび太の宝島の主題歌 |
| 21 | おとなりのプリンセス | 歌 - しずか（かかずゆみ） | 作詞 - マイクスギヤマ 作曲・編曲 - 沢田完                                                                                                   | 2018年5月25日・2023年5月27日・2025年5月17日 | |
| 22 | のび太くん0点 | 歌 - のび太（大原めぐみ） セリフ - ドラえもん（水田わさび）                                                                                   | 作詞 - マイクスギヤマ 作曲・編曲 - 沢田完                                                                                                   | 2018年8月3日・2019年8月2日・2023年8月5日 | |
| 23 | Ding!Dong!クリスマスの魔法 | 歌 - ドラえもん（水田わさび）、のび太（大原めぐみ）、しずか（かかずゆみ）、ジャイアン（木村昴）、スネ夫（関智一） コーラス - ひばり児童合唱団 | 作詞 - マイクスギヤマ 作曲・編曲 - 沢田完                                                                                                   | 2018年11月30日・12月7日、2022年12月17日・12月24日、2023年12月9日 - 12月23日、2024年12月14日・12月21日 | |
| 24 | THE GIFT | 平井大 | 作詞 - EIGO・平井大 作曲・編曲 - 平井大 | 2019年2月22日・3月8日 | のび太の月面探査記の主題歌 |
| 25 | ドラえもんのうた 40th | ドラえもん（水田わさび） のび太（大原めぐみ） しずか（かかずゆみ） ジャイアン（木村昴） スネ夫（関智一）                                      | 作詞 - 楠部工 作曲 - 菊池俊輔 編曲 - 常田真太郎                                                                                             | 2019年4月26日・6月7日・6月21日・6月28日2023年6月24日・7月1日・2024年4月6日・5月25日 | |
| 26 | ぼくドラえもん 40th | ドラえもん（水田わさび） | 作詞 - 藤子・F・不二雄 作曲 - 菊池俊輔 編曲 - ha-j                                                                                          | 2019年5月10日・5月17日・5月31日、2023年6月3日・6月17日 | |
| 27 | Birthday | Mr.Children | 作詞・作曲 - 桜井和寿 編曲 - Mr.Children | 2020年1月11日 - 10月3日 | エンディングテーマとしては最も長い期間継続的に使用された。 のび太の新恐竜は、新型コロナウィルス感染拡大の影響により公開時期が未定(最終的には5ヶ月延期)となったため同曲も使用期間を延長した。 2020年5月23日放送分より映像がリニューアルされた。 |
| 28 | 虹 | 菅田将暉 | 作詞・作曲 - 石崎ひゅーい 編曲 - トオミヨウ                                                                                                 | 2020年10月17日 - 12月31日 | STAND BY ME ドラえもん 2の主題歌 |
| 29 | Universe | Official髭男dism | 作詞・作曲 - 藤原聡 編曲 - Official髭男dism                                                                                                 | 2021年1月9日 - 8月28日・9月11日 - 2022年5月7日 | 歴代の映画主題歌としては最も長い期間使用された。 のび太の宇宙小戦争 2021は、新型コロナウィルス感染拡大の影響により公開時期が未定となった。同曲は公開時期が来るまでそのまま使用を継続し、通算して1年4ヶ月に渡り使用された。 |
| 30 | ジャイアントドリーム | ジャイアン（木村昴） | 作詞 - 木村昴 作曲・編曲 - 木下龍平 | 2022年6月11日 - 7月23日・8月6日・8月13日・9月10日 - 9月24日・2023年6月10日・2024年6月15日・2025年6月14日 | 本編映像ではモーションキャプチャで制作された3DCGのジャイアンが登場した。 |
| 31 | Paradise | NiziU | 作詞 - AKIRA・3RACHA（Bang Chan・Changbin・HAN） 作曲 - 3RACHA（Bang Chan・Changbin・HAN）・VERSACHOI 編曲 - VERSACHOI・3RACHA（Bang Chan） | 2023年1月7日 - 5月6日 | のび太と空の理想郷の主題歌 |
| 32 | まんまる ボクがドラえもん | ドラえもん（水田わさび） | 作詞 - マイクスギヤマ 作曲・編曲 - 沢田完                                                                                                   | 2023年7月22日 - 7月29日 | |
| 33 | タイムパラドックス | 作詞・作曲・編曲・歌 - Vaundy | 作詞・作曲・編曲・歌 - Vaundy | 2024年1月6日 - 5月4日 | のび太の地球交響楽の主題歌 |
| 34 | スケッチ | あいみょん | 作詞・作曲 - あいみょん 編曲 - 立崎優介・田中ユウスケ                                                                                       | 2025年1月4日 - 4月5日・4月19日 - 5月3日 | のび太の絵世界物語の主題歌 |

## 各話リスト
特番やスポーツ中継などによる放送休止や、特定の放送局のみローカルのスポーツ中継などによる臨時枠移動の事例に関しては、当該項目もしくは#放送局・配信元を参照。

## 放送局・配信元
- 字幕放送はANNフルネット局・テレ朝チャンネル1・北日本放送のみ実施。連動データ放送はANNフルネット局のみ実施。

| 放送地域                | 放送局                                                          | 放送日時                                                                                | 系列                                         | ネット状況       | 備考       |
| ----------------------- | --------------------------------------------------------------- | --------------------------------------------------------------------------------------- | -------------------------------------------- | ---------------- | ---------- |
| 日本国内 （一部を除く） | テレビ朝日（制作局）をはじめとする テレビ朝日系列フルネット24局 | 土曜 17:00 - 17:30                                                                      | テレビ朝日系列                               | 同時ネット       | [ 注 173 ] |
| 山梨県                  | 山梨放送（YBS）                                                 | 土曜 5:00 - 5:29                                                                        | 日本テレビ系列                               | 遅れネット       |            |
| 富山県                  | 北日本放送（KNB）                                               | 日曜 7:00 - 7:30                                                                        | 日本テレビ系列                               | 遅れネット       | [ 注 174 ] |
| 福井県                  | 福井放送（FBC）                                                 | 日曜 5:45 - 6:15                                                                        | 日本テレビ系列 テレビ朝日系列                | 遅れネット       | [ 注 175 ] |
| 島根県・鳥取県          | 山陰放送（BSS）                                                 | 日曜 5:45 - 6:15                                                                        | TBS系列                                      | 遅れネット       | [ 注 176 ] |
| 高知県                  | 高知放送（RKC）                                                 | 金曜 10:25 - 10:55                                                                      | 日本テレビ系列                               | 遅れネット       | [ 注 177 ] |
| 宮崎県                  | テレビ宮崎（UMK）                                               | 土曜 4:45 - 5:15                                                                        | フジテレビ系列 日本テレビ系列 テレビ朝日系列 | 遅れネット       | [ 注 178 ] |
| 日本全域                | テレ朝チャンネル1 ドラマ・バラエティ・アニメ                    | 月曜 - 金曜 7:30 - 8:00 月曜 - 金曜 18:00 - 19:00 土曜 19:00 - 20:00 日曜 19:00 - 20:00 | CS放送                                       | リピート放送あり | [ 注 179 ] |

- 2021年以降、ANNフルネット局以外では原則1時間スペシャルは放送されないため、1時間スペシャル放送時や、テレビ朝日での放送休止の場合は再放送もしくは別番組になる[注 180]。
- ANNフルネット局でも、ごくまれに再放送をすることがある[注 181]。
- テレ朝チャンネル1では2013年4月よりレギュラー放送。それまではスペシャルプログラムとして再放送が行われている[65]。
- 北海道テレビでは土曜放送枠移動後、『HTBカップ国際スキージャンプ競技大会』の中継日は『クレヨンしんちゃん』とともに後日遅れネットとなる。
- 朝日放送テレビ[注 37]では土曜放送移動後、全国高校野球選手権大会中継放送時は後日遅れネットとなり、当日放送分については翌週（もしくは別日に移行）に、その翌週以降の放送分は別日に移行して放送される。

### ネット配信
- 2022年10月1日放送分より、TVer、ABEMA、テレ朝動画、GYAO!で見逃し配信[注 182]を開始。当日の放送分が地上波放送終了後、一週間限定で配信される[66]。

| 配信期間        | 配信時間        | 配信サイト                  | 備考                 |
| --------------- | --------------- | --------------------------- | -------------------- |
| 2022年10月1日 - | 土曜 17:30 更新 | TVer ABEMA GYAO! テレ朝動画 | 最新話限定で無料配信 |

### 過去のネット局
| 放送対象地域 | 放送局                 | 放送日時                                            | 系列   | ネット状況       | 備考       |
| ------------ | ---------------------- | --------------------------------------------------- | ------ | ---------------- | ---------- |
| 日本全域     | ディズニー・チャンネル | 月曜 - 金曜 12:30 - 13:30 月曜 - 金曜 17:00 - 18:00 | BS放送 | リピート放送あり | [ 注 183 ] |
| 日本全域     | BS朝日 BS朝日4K        | 金曜 19:00 - 19:30                                  | BS放送 | 遅れネット       | [ 注 184 ] |

- BS朝日では朝日放送テレビ制作の高校野球中継が延長の場合は遅れネット及び休止になる場合があった。しかし、2022年大会からは、高校野球中継をBS朝日4Kのみに移行し、中継が延長した場合は従来のBS朝日のみ放送される（逆にBS朝日4Kでは休止）[68]。また、2023年からはスーパーベースボール中継（プロ野球中継）[69][注 185]放送の場合や年末年始の場合は休止する場合がある[70][注 186]。さらに、FIBAバスケットボール・ワールドカップの中継で、休止となった場合があった。

### 日本国外での放送

#### アジア
台湾の中華電視公司 や、香港の無綫電視、シンガポールのMediacorp Channel 8 でそれぞれ吹き替え版が放送されている。

#### アメリカ版
『Doraemon -Gadget Cat from the Future-』（ドラえもん ガジェット・キャット・フロム・ザ・フューチャー）のタイトルで放送された。
各シリーズ全26話で構成され、第2シリーズまで制作された。
アメリカではディズニーXDにて2014年7月7日に放送を開始。日本国内でも有料放送（BS放送（256Ch）など）のディズニー・チャンネルで放送され、2016年2月1日より第1シリーズ、11月16日より第2シリーズが放送。テレビ朝日系列では未放送。
制作スタッフは国内版とほぼ同一ながら、舞台はアメリカの架空の町に変更され、ドラえもん以外のキャラクターの名称やひみつ道具が英語式の名前に変更された。たとえば"Nobita"という音の響きが英語圏では女性的に聞こえてしまうため、のび太の名称は"Noby"に変更された。タケコプターは飛び越える（Hop）ように場所を移動することができるため"Hopter"という名称に変更された。通常の小道具などもローカライズ（地域の文化や習慣にあわせた調整）の対象になり、たとえばのび太が受け取る小遣いがドル紙幣に、食事をする場面の箸がフォークに、さらに本作の日本語吹替版ではそれらの名称変更に合わせた登場人物達のセリフの新規撮り下ろしが行われている回もある。また、健康志向に配慮するという理由で、ドラえもんが大量のどら焼きを頬張る場面を控え目なものにしたり、のび太のおやつをフルーツにするといった変更も行われた。その一方でジャイアンの決め台詞などそのまま残った部分もある。オープニングの一部分およびエンディングは日本版のオープニング映像『夢をかなえてドラえもん』より抜粋。

##### アメリカ版キャスト
括弧内は英語版『Doraemon』での名称。
- ドラえもん（Doraemon）：モナ・マーシャル（日本語吹替：水田わさび[77]）
- のび太（Noby）：ジョニー・ヨング・ボッシュ（日本語吹替：大原めぐみ[77]）
- しずか（Sue Morris）：カサンドラ・モリス（日本語吹替：かかずゆみ[77]）
- ジャイアン（Big G）：カイジ・タン（日本語吹替：木村昴[77]）
- スネ夫（Sneech）：ブライアン・ビーコック（日本語吹替：関智一[77]）
- ドラミ（Dorami）：ウェンディー・リー（日本語吹替：千秋[77]）
- ジャイ子（Little G）：ミナエ・ノジ（日本語吹替：山崎バニラ[77]）
- 出木杉（Ace Goody）：スパイク・スペンサー（日本語吹替：萩野志保子[77]）
- ミニドラ（Mini-Doras）：クリスティーナ・ヴィー
- 先生（Mr. S）：キース・シルバースタイン（日本語吹替：高木渉[77]）
- のび太の母（Tammy）：マリ・デヴォン（日本語吹替：三石琴乃[77]）
- のび太の父（Toby）：トニー・オリバー（日本語吹替：松本保典[77]）
- のび郎（Chester）：キース・シルバースタイン（日本語吹替：橋本晃一→宇垣秀成[77]）

##### アメリカ版スタッフ
- プロデューサー - エリック・P・シャーマン、吉川大祐
- プロダクション&キャスティング・スーパーバイザー - 坂本佳栄子
- キャスティング・ディレクター - 岡田真美
- 音響監督 - ケイティ・リード（シーズン1）、ウェンディー・リー（シーズン2）
- 脚色 - ケイティ・リード
- 英語版台本 - ケイティ・リード、ジェームズ・ベッツ（シーズン1）
- プロダクション・エグゼクティブ（シーズン2） - 赤津一彦
- 英語版制作 - バングズーム! エンタテイメント
- 日本語版ミキサー - 小沼則義
- 製作 - テレビ朝日（シーズン1）、ADK（シーズン1）、シンエイ動画
- 配給（シーズン2） - テレビ朝日

## 各コーナーのアニメーション

### サブタイトルアニメーション
- 初代（2005年4月15日 - 2008年3月28日）

3DCGで描かれたひみつ道具が奥からたくさん流れてきて最後にどこでもドアが開き、そこにやわらかいタッチのドラえもんの一部が描かれていて、その中央にタイトルが表示されている。
ドラえもんの絵は5種類ある。2006年春に行っていた「キャラクター大分析シリーズ」時はドラえもんに代わって対象となるキャラクターとなった。奥から流れてくるひみつ道具はまれに追加されている。
また2006年1月13日放送分から2007年5月25日放送分まで、サブタイトルの前に更に煽り文句が付いていた。その時期に放送された作品の再放送時やDVD版では煽り文句が除去されている。
- 2代目（2008年4月25日 - 2015年5月8日・7月24日 - 2016年9月16日・2017年1月13日 - 1月27日）

サブタイトルの書かれた立て札を、ドラえもんが四次元ポケットから出し持ち上げて見せるというアニメーション。背景は緑。表情が複数あり、ランダムで使用される。2012年8月17日放送分からはサブタイトルのBGMが初代のものに変更され、立て札を持ち上げている部分からの映像になった。またスペシャル番組などの時、ドラえもんが番組内容に合わせた服を着ていたり（『クリスマススペシャル』ならサンタクロースの帽子、『ドラえもん祭り』ならはっぴなど）、背景や立て札のデザインが変更されたりする（『バレンタインスペシャル』ならチョコレート仕様など）。そのほか、ハロウィンを題材とした回ではかぼちゃのお化けが付け足されたりする。
- 3代目（2015年5月15日 - 7月10日・2017年2月3日 - 7月7日）

当初は3本立て「ドラララ3」（スリー）の期間中のみ使用。サブタイトル場面は初代の静止画を踏襲したものとなっており、BGMは2代目後半のものが使用されている。2017年に再使用された際、サブタイトルのテロップがBGMが始まるタイミングでフェードインして表示されるようになった。
- 4代目（2016年10月14日 - 12月31日）

番組内容に合わせたドラえもんのアニメーション（内容の一部やひみつ道具）になっており、こちらもBGMは2代目後半のものが使用されている。
- 5代目（2017年7月28日 - ）

原作の扉絵をカラーで再現した静止画。アニメオリジナルストーリーや、原作で関連性のない2話を統合したエピソードの場合はこれを意識したものになっている。BGMも変更されており、2017年8月18日放送分以降は画面右下に脚本・絵コンテ・演出がクレジットされている（2018年6月29日放送の『アセッカキン』では脚本協力もクレジット）。

### アイキャッチアニメーション
第2作第1期では、1981年9月までは通常時も実施していたが、本作の金曜19時時代では映画の公開が迫ったとき映画公開までの期間をカウントダウンする（例：『公開まであと○○週』）という放送が実施されるのみであったが、土曜17時移行後に一時期Bパート前半開始前→Bパート後半開始時に毎週異なるアニメーション が放送されていた。

## 劇場アニメ
| 公開順 | タイトル                                                    | 公開日                      |
| ------ | ----------------------------------------------------------- | --------------------------- |
| 1-26   | 映画ドラえもん のび太の恐竜2006                             | 2006年3月4日                |
| 2-27   | 映画ドラえもん のび太の新魔界大冒険 〜7人の魔法使い〜       | 2007年3月10日               |
| 3-28   | 映画ドラえもん のび太と緑の巨人伝                           | 2008年3月8日                |
| 4-29   | 映画ドラえもん 新・のび太の宇宙開拓史                       | 2009年3月7日                |
| 5-30   | 映画ドラえもん のび太の人魚大海戦                           | 2010年3月6日                |
| 6-31   | 映画ドラえもん 新・のび太と鉄人兵団 〜はばたけ 天使たち〜   | 2011年3月5日                |
| 7-32   | 映画ドラえもん のび太と奇跡の島 〜アニマル アドベンチャー〜 | 2012年3月3日                |
| 8-33   | 映画ドラえもん のび太のひみつ道具博物館                     | 2013年3月9日                |
| 9-34   | 映画ドラえもん 新・のび太の大魔境 〜ペコと5人の探検隊〜     | 2014年3月8日                |
| 10-35  | 映画ドラえもん のび太の宇宙英雄記                           | 2015年3月7日                |
| 11-36  | 映画ドラえもん 新・のび太の日本誕生                         | 2016年3月5日                |
| 12-37  | 映画ドラえもん のび太の南極カチコチ大冒険                   | 2017年3月4日                |
| 13-38  | 映画ドラえもん のび太の宝島                                 | 2018年3月3日                |
| 14-39  | 映画ドラえもん のび太の月面探査記                           | 2019年3月1日                |
| 15-40  | 映画ドラえもん のび太の新恐竜                               | 2020年3月6日 ↓ 2020年8月7日 |
| 16-41  | 映画ドラえもん のび太の宇宙小戦争 2021                      | 2021年3月5日 ↓ 2022年3月4日 |
| 17-42  | 映画ドラえもん のび太と空の理想郷                           | 2023年3月3日                |
| 18-43  | 映画ドラえもん のび太の地球交響楽                           | 2024年3月1日                |
| 19-44  | 映画ドラえもん のび太の絵世界物語                           | 2025年3月7日                |

## Webラジオ
ドラえもん スーパーレディオステーション ドラチャン★ドラヂオ
映画第2作『ドラえもん のび太の新魔界大冒険 〜7人の魔法使い〜』の公式サイトで期間限定配信された『ドラジオ』の後継番組である。
ドラえもんチャンネル内で配信されており、ポッドキャストを使って番組を無料でダウンロードできるようになっている。
『のび太の新魔界大冒険』以降も映画公開に合わせ、期間限定で映画特別編の配信が恒例となっている。
- パーソナリティ：ドラえもん（水田わさび）、のび太（大原めぐみ）
- ゲスト
  - 第1回：ジャイアン（木村昴）
  - 第3回・第11回：しずか（かかずゆみ）
  - 第4回：のび太のママ（三石琴乃）
  - 第6回：のび太のパパ（松本保典）
  - 第7回：スネ夫（関智一）

主なコーナー
- ドラヂオニュース

ドラえもんに関する最新情報を紹介する。
- ようこそ! ドラえもんの部屋コーナー

ドラえもん唯一のプライベート空間である、押入れの中にゲストを招いて、色々な質問をするコーナー。ゲストがいない場合は「ドラヂオ質問コーナー」になる。
- ドラえもんシークレットファイル

ドラヂオ第8回特別企画で、のび太の質問にドラえもんが答えるという内容。のび太曰く「"大解剖"」している。特別企画だが、継続するという。

## 映像ソフト
前作と同じく小学館より発売。
「NEW TV版 ドラえもん」シリーズで、それぞれ5話〜9話収録でopは冒頭のみ、スタッフクレジットも纏めた物へと差し替えられている。
初期は放送順そのままに収録されていたが現在はシャッフルされて順不同に収録されている。また、2019年度からTV放送で使用しているopの『ドラえもん』はソフトでは使用されておらず2019年度以降の作品が収録された巻でも引き続き『夢をかなえてドラえもん』が使用されている。

## 反響

### 声優交代前の反響
本作の放送から1年前の2004年11月22日、朝日新聞は「2005年4月から『ドラえもん』の声優陣が一新される」というニュースを報じた。その他の報道機関は全くの寝耳に水の話で、この記事を見てその日の朝の情報番組で紹介するという有様であった。『ドラえもん』の放送局であるテレビ朝日も、ドラえもんに携わっているスタッフ以外誰も知らず、この朝日新聞の記事で知ったという社員が多数であった。その後、朝日新聞以外の、読売新聞、毎日新聞、日本経済新聞が朝日新聞の報道のあった11月22日付けの夕刊に、産経新聞（東京本社版）と主要スポーツ紙が翌日の2004年11月23日付けに掲載された。また、テレビ朝日内での案件にも関わらず、他の民放各局やNHKも突然の発表で時間を割いて報道するなど、国民的アニメの突然の声優交代というニュースは、世間の大きな関心を集めた。

### 評価
本作の放送開始から10年を迎えた2015年、オリコンは「第1期は原作にも通じるブラックな面も見受けられ、映画作品ではドラえもんが拷問の末に壊れるなど子供が怖がるであろう場面も見受けられた。その一方で、第2期はこのような要素が薄まりユーモアや心温まるエピソードに重きが置かれた純粋な娯楽作品になり、映画も肩の力を抜いて楽しめるものとなった」と述べ、「ニーズの変化に合わせて少しずつ変化したことで親子で楽しめるものになった」と本作の放送が10年続いた理由を分析している。

## 番組前後のクロスプログラム

### ミュージックステーションとのクロスプログラム
- 基本的にその後の『ミュージックステーション』のその日のナレーションを告知する程度。
  - 2010年6月25日放送分、テレビ朝日系列の金曜日のゴールデンタイムのアニメ枠の番組では前の番組の出演者が「この後は」と述べてから次の番組の予告をするが、Mステは生放送なので、ドラえもんが「この後はミュージックステーション」と紹介することはほとんどあった。

### フィギュアスケートシリーズ中継へのクロスプログラム
- 2012年11月2日・2013年4月12日・2013年12月6日放送分、本番組の直後に浅田真央出演回の映像（2008年10月24日放送分）を流用してドラえもんが告知を5秒で行うことはほとんどあったが、2014年11月7日放送分以降はスケート画面のレポーター松岡修造による告知のみとなった。

### 17時台とのクロスプログラム
- 2019年10月5日に土曜夕方に移行後は、『クレヨンしんちゃん』終了後「この後は『ドラえもん』」と告知する。番組開始時刻の17:00:00に当番組のオープニングを流して本編へとなる。

## その他
- テレビ朝日には、2011年5月に「ゴーちゃん。」というキャラクターが登場するまで、局公式のマスコットキャラクターが存在しなかった[79] ため、ドラえもん自体が局全体のイメージキャラクターとして扱われる事があった。例として、テレビ朝日がオリンピック中継を担当する場合、イメージキャラクターにドラえもんが採用される事があったほか、ゴーちゃんの制定後も、大災害が発生した場合のANN系列における義捐金にも「テレビ朝日ドラえもん募金」の名称が使われている[注 190]。
- 2011年11月11日より実写化したトヨタのCMが放送され、主要キャラクターに俳優・女優などが採用されている。BGMは菊池俊輔作曲の第2作第1期のものが使用されている。
- 2005年のキャッチフレーズは、「あ、ドラえもんだ!」。